# The Unwritten
The Unwritten è una serie a fumetti creata da Mike Carey e Peter Gross, pubblicata dalla casa editrice statunitense DC Comics con etichetta Vertigo. L'opera è composta dalla serie The Unwritten (pubblicata tra il 2009 e il 2013) e la serie sequel The Unwritten: Apocalypse (pubblicata tra il 2014 e il 2015).
La storia ruota attorno a Tom Taylor, figlio dello scrittore Wilson Taylor autore di una serie di romanzi di grande successo. Il protagonista è il giovane mago Tommy Taylor, personaggio di finzione modellato (si dice) sulla figura del figlio. Dopo la scomparsa del padre Tom diviene il punto di riferimento per milioni di lettori che vedono in lui l'incarnazione del loro eroe letterario. Involontariamente si trova presto coinvolto in misteri che riguardano la sua origine e il potere occulto delle storie e delle parole, nate dalla fantasia, ma capaci di alterare la stessa realtà.

## Trama

### Tommy Taylor and the Bogus Identity
Lo scrittore Wilson Taylor è misteriosamente scomparso, ma ha lasciato un'eredità letteraria di grande successo a livello internazionale. Si tratta di tredici romanzi che raccontano la formazione e le peripezie di un giovane mago dal nome Tommy Taylor. Si vocifera che esista anche un quattordicesimo romanzo, ma si pensa siano solo speculazioni alimentate dai milioni di appassionati alla saga creata da Wilson. Il personaggio di Tommy pare sia stato modellato sul figlio dello scrittore, ovvero Tom Taylor, il quale viene visto da molti come un simbolo vivente del loro personaggio fittizio preferito. Di conseguenza diviene una star della narrativa internazionale e viene chiamato alle fiere del libro e alle convention per firmare autografi. Durante una di queste, una ragazza dal nome Lizzie Hexam mette in dubbio la sua identità in quanto pare che il numero della sua tessera sanitaria appartenga a una persona deceduta anni prima; inoltre due persone di origine serba, i Drasic, affermano di essere i veri genitori di Tom, dato in adozione a Wilson affinché lo potesse esibire come figlio e fonte d'ispirazione per il suo mago fittizio. Le affermazioni di Lizzie fanno il giro del mondo e molti mettono in dubbio la reale identità di Tom. I fan più accaniti sostengono che lui sia il vero Tommy Taylor, che ha preso forma nel mondo reale dopo che suo padre lo aveva concepito nei suoi scritti e milioni di persone gli hanno dato vita attraverso l'immaginazione. Tom non vuole credere a tutto ciò, ma la situazione prende una svolta bizzarra quando la sua nemesi fittizia il Conte Ambrosio appare dal nulla e lo rapisce per ucciderlo utilizzando una bomba. Fortunatamente Lizzie interviene in tempo per salvarlo e il malvagio Conte muore nell'esplosione. Ovviamente la versione ufficiale data dai media è che si tratti di un emulo travestito come il personaggio letterario che, in preda a un raptus di follia, crede realmente che Tom sia il suo storico avversario così come descritto nei romanzi di Wilson.

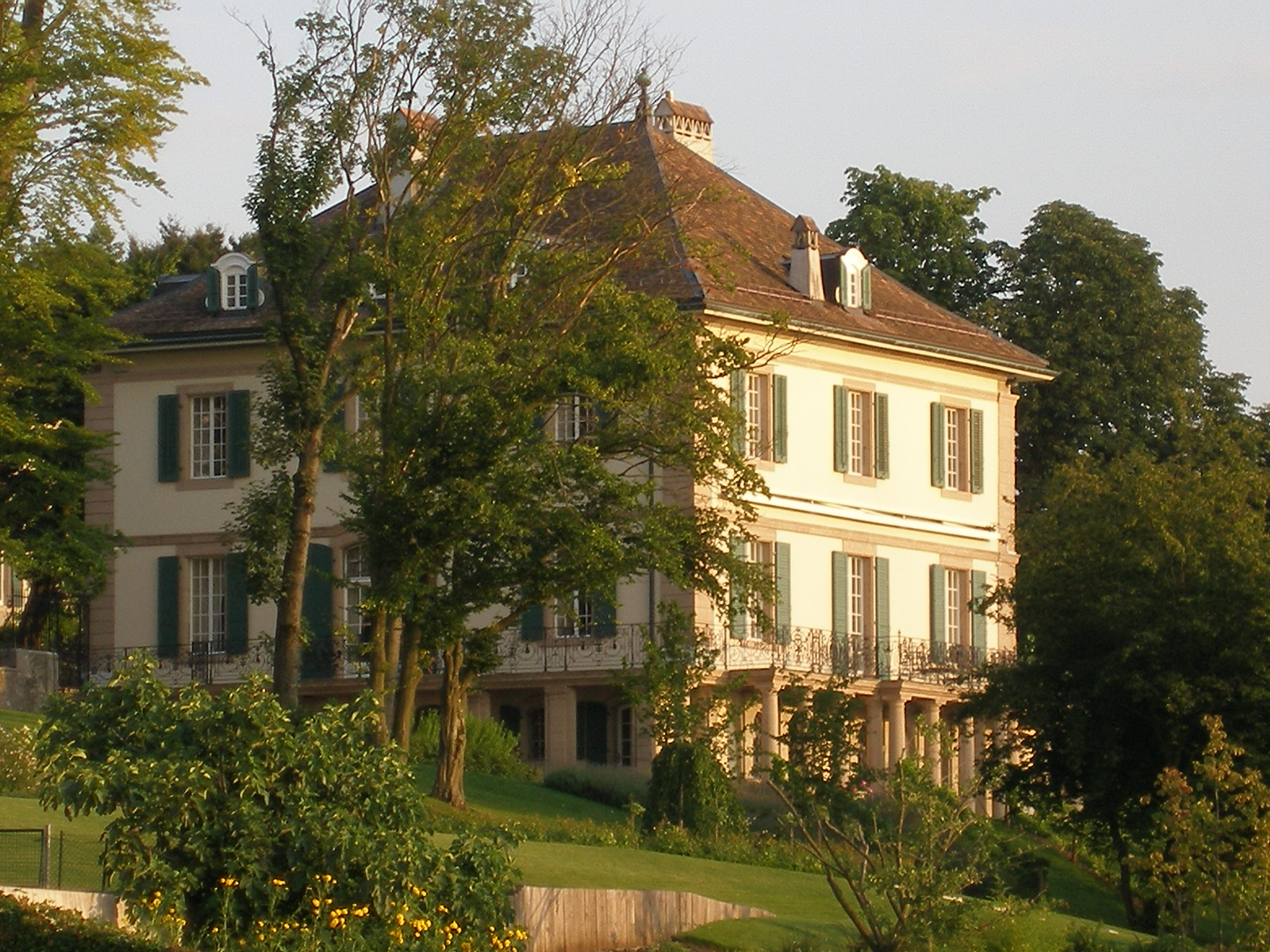
Villa Diodati, il luogo dove (secondo The Unwitten) Wilson Taylor ha completato il primo romanzo di Tommy Taylor e dove Tom è nato. In questa dimora la scrittrice Mary Shelley aveva concepito Frankenstein (Foto del 2008).

Tom vuole indagare sul suo passato e su quella che ha sempre creduto essere sua madre (ovvero Cally Madigan) ormai deceduta. Per farlo si reca in Svizzera a Villa Diodati, qui suo padre ha vissuto diversi anni e (probabilmente) anche la madre. La custode del luogo (Mathilde Venner), le carte e i documenti del padre dovrebbero fare luce sulla questione. Da notare che Villa Diodati è uno dei luoghi letterari più famosi al mondo, qui la scrittrice Mary Shelley ha concepito Frankenstein e la magione è stata anche frequentata da John Milton. Inoltre pare che sia qui che Wilson Taylor ha avuto l'ispirazione per creare Tommy Taylor. Quando Tom arriva, la Villa è occupata da una serie di scrittori che partecipano a un workshop per cercare di avere nuove idee in quanto il luogo ha assunto un'aura di sacralità per tutti gli autori in cerca di ispirazione. Nonostante questo, e grazie all'aiuto di Lizzie riesce a entrare nello studio del padre e aprire la sua cassaforte. In quest'ultima trova una semplice lettera con l'avvertimento: «Ricordati cosa ti ho insegnato Tommy. Difenditi dai tuoi nemici». Sulla scrivania vi è una mappa piena di note e con luoghi appuntati. Nel frattempo alla Villa è arrivato un sicario di nome Pullman che uccide tutti gli scrittori presenti e anche l'anziana custode della casa. Quando arriva la polizia è però svanito e l'unico a essere trovato sul luogo è Tom che viene subito arrestato. Mentre viene portato fuori dai giardini della Villa, Tom vede su un albero Mingus, un animale creato per i romanzi di Tommy Taylor. Si tratta di un suo fedele compagno formato dal corpo di un gatto e le ali di un uccello. Tom pensa di esserselo immaginato, ma pare che sia stato avvistato anche da qualche gendarme sul posto.

### Inside Man
La Francia chiede di estradare Tom in una delle loro carceri in quanto una delle vittime, ovvero Mathilde Venner, ha passaporto francese. Il giudice svizzero non si oppone e si ritiene sollevato di non dover portare avanti un processo che attirerà l'attenzione mediatica del mondo intero, creando problemi di ordine pubblico. Viene quindi trasferito nel carcere di Donostosia presso il confine franco-spagnolo. Gli viene assegnato un compagno di stanza di nome Savoy ed è l'unica persona amichevole all'interno dell'istituto, in quanto la sua celebrità lo porta a essere scanzonato dagli altri detenuti. Presto scopre che il luogo dove si trova il carcere è vicino a Roncevaux, luogo reso celebre dal poema medioevale Chanson de Roland, racconto che ha reso epica la battaglia di Roncisvalle e le gesta di Orlando. Tom si rende conto che quel luogo è uno tra quelli che erano contrassegnati sulla mappa trovata nell'ufficio del padre a Villa Diodati. Una notte trova la porta della cella aperta e uscendo si reca alla Cappella del carcere dove ha un incontro con Mingus e il Mostro di Frankenstein. La creatura letteraria di Mary Shelley sostiene di essere stato invocato da Tommy a Villa Diodati e tale richiamo ha funzionato in quanto entrambi hanno la stessa genesi come creazioni fittizie poi riplasmatesi nel mondo reale, sono state inoltre concepite nello stesso luogo, ovvero la celebre dimora svizzera a Cologny. Tom non crede a quello che vede e sente, di conseguenza sia Mingus sia il Mostro svaniscono, non è ancora pronto ad accettare la verità. Mentre Tom torna sconvolto alla sua cella viene attaccato da tre guardie che vogliono ucciderlo buttandolo giù dalle scale. Grazie all'intervento di Savoy si salva, ma una guardia rimane uccisa. Scatta l'allarme e la situazione si normalizza, ma il governatore del carcere fa chiudere in isolamento Tom e Savoy, in attesa di ulteriori accertamenti. Savoy gli rivela di essere in realtà un giornalista il cui datore di lavoro ha corrotto molte persone affinché lui potesse fare un reportage in prima persona sul misterioso caso di Tom Taylor. Nel frattempo il governatore del carcere stringe degli accordi con la misteriosa organizzazione che vuole eliminare Tom, spinto da ragioni personali nel volere la sua fine in quanto sia lui sia le sue figlie sono grandi appassionati dei romanzi di Tommy Taylor. La figlia maggiore però è arrivata ad avere disturbi psicologici e comportamentali in quanto si è identificata nella compagna fittizia di Tommy (ovvero Sue) e ha problemi a distinguere la realtà dalla finzione dei romanzi di Wilson Taylor.

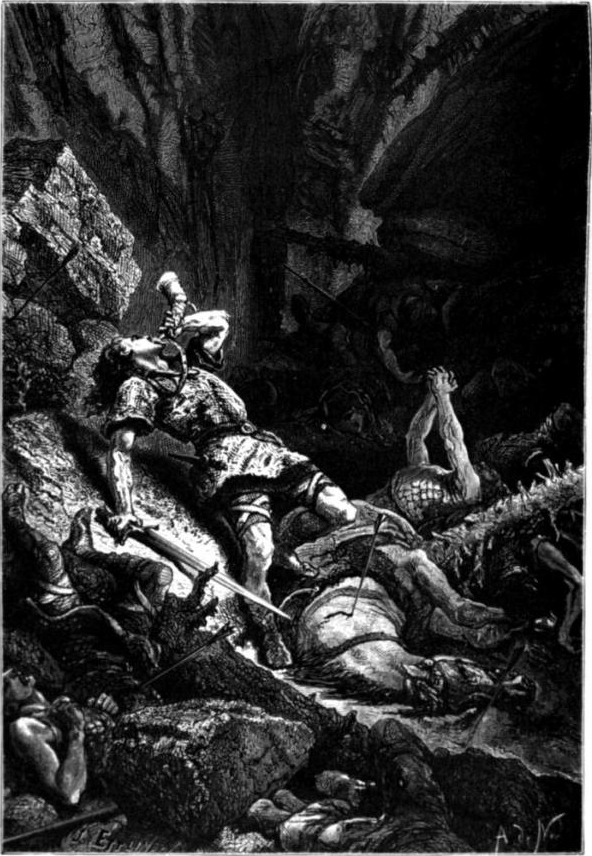
A Tommy e Savoy appare l'immagine di Orlando che suona l'Olifante come fece a Roncisvalle. Disegno di Francois Guizot (1883).

 Una notte il governatore fa entrare un gruppo armato nella prigione accordandosi che questi uccidano solo Taylor, ma una volta entrati cominciano a sparare a chiunque e danno fuoco al carcere. Poco prima che l'operazione inizi, Savoy e Tom hanno uno visione in cui appare il paladino Orlando che morente suona l'olifante e sembra voglia spronarli a fuggire prima che sia troppo tardi. Grazie allo scoppio dell'incendio incendio le porte delle celle si aprono e i due riescono a sfruttare il caos per fuggire. Prima di lasciare il luogo Tom recupera la mappa del padre e la maniglia (presunta magica) trovata nella cassaforte, se è come nei romanzi, allora può creare e aprire una porta per portarti in un altro luogo. Mentre stanno scappando arriva Mingus che porta un messaggio di Lizzie la quale si trova nella sezione femminile del carcere. Incredulo, ma disperato per la situazione, Tom prova a usare la maniglia magica per aprire un portale che raggiunga la cella di Lizzie e questo avviene, è la dimostrazione che quanto narrato nelle opere del padre può avere una qualche validità anche nel mondo reale. Mentre i tre aprono un portale per fuggire definitivamente vengono raggiunti dal Governatore e dalle sue due figlie. Queste sono accorse alla prigione dalla loro adiacente abitazione per salvare il loro eroe Tom (da loro visto come Tommy). Purtroppo un crollo strutturale le uccide e mentre Tom e i suoi due compagni scappano usando una porta magica, il governatore, distrutto per la morte delle figlie, viene colpito da una scossa di energia che lo trasforma nel Conte Ambrosio, che ha quindi prende vita nel mondo reale.
Di là dal portale, i tre fuggitivi si ritrovano nella città di Stoccarda nel 1940 durante il regime nazista. Il luogo è tra quelli segnati sulla Mappa di Wilson, ma il posto in cui si ritrovano sembra irreale e composto da ombre, non possono essere visti e passano attraverso gli edifici. Esiste però un motivo per cui Tom si è ritrovato in questa epoca e in quel preciso momento, infatti si ritrova in un cinema dove viene proiettato in anteprima il film Süss l'ebreo, lungometraggio antisemita che avrà molta influenza nell'alimentare la propaganda nazionalsocialista e la loro narrazione della realtà. L'opera è presentata dallo stesso Joseph Goebbels, ministro della propaganda del Terzo Reich. Questi è l'unico che riesce a vedere Tom e Savoy in quanto l'attenzione riposta dai due su di lui gli ha dato una qualche consistenza. Riconosce anche la mappa e cerca di uccidere Tom per impossessarsene, ma non ci riesce in quanto i proiettili della sua pistola non sono abbastanza solidi (o reali). Tom, grazie anche a Lizzie, riesce a capire il motivo della sua presenza in quel luogo. Il punto focale è che il film si basa su un romanzo di uno scrittore ebreo che però è stato alterato per denigrarne l'etnia e alimentare il razzismo contro i giudei. Secondo Lizzie si è quindi generato quello che Wilson chiama Canker, un tumore che crea uno squilibrio in una storia (fittizia) portando a reazioni catastrofiche sulla realtà che viene contaminata dalla frattura tra la narrazione dell'autore e ciò che invece viene riportato. Tom utilizzando un potere che si genera da un misterioso tatuaggio sul dorso della sua mano elimina il crank, manifestatosi come un vortice di immagini e figure spettrali. Ora comincia ad acquisire consapevolezza delle sue abilità e di come sia per lui possibile cercare di attingere alle abilità di Tommy. Ora vuole trovare il padre e avere spiegazioni (se è vivo) sulla natura della sua esistenza, di conseguenza apre un portale che lo riconduce nel presente, pare a Londra.

### Dead Man's Knock
Tom, Savoy e Lizzie si ritrovano a Londra, ma sono passati tre mesi da quando hanno attraversato il portale. L'intera città è in fermento in quanto manca appena un giorno al lancio dell'inaspettato quattordicesimo romanzo della saga letteraria di Tommy Taylor. Il problema è che lo scrittore Wilson Taylor è scomparso ormai da diversi anni e il suo editore, Ernie Cole, leggendo il manoscritto che gli è stato spedito, si è reso conto che il racconto non può essere opera dell'autore originale. Nonostante questo, e in seguito alla crisi dell'editoria, decide di dare alle stampe il libro e pubblicizzarlo a livello mondiale. Le previsioni dicono che nel solo Regno Unito ne saranno vendute tre milioni di copie. Eric non si è sbagliato in quanto il romanzo è stato scritto dal misterioso Callendar, leader della cabala che vuole distruggere la vita di Tom e i piani di Wilson. Il credo di questo gruppo occulto si basa sul presupposto che le storie di fantasia e i miti plasmino la realtà divenendo quindi l'arma più efficace per ottenere il potere e controllare le masse. Il chiaro intento dell'operazione è quello di portare allo scoperto Wilson Taylor e poterlo eliminare o catturare, e lo stesso vale per Tom. Il compito di occuparsi dei due viene affidato a Pullman, il sicario già macchiatosi dei delitti a Villa Diodati. Lizzie prova a contattare Wilson, ma non ha risposta e scopre inoltre che il suo vero nome e identità è Jane Waxman. Sconsolata si rifugia, grazie alla maniglia magica, nel luogo in cui pensa di aver avuto origine. Viene infatti catapultata nella Londra del romanzo Our Mutual Friend di Charles Dickens, dove Lizzie Hexam è uno dei personaggi creati dal celebre autore. Incontrandosi con la sua controparte fittizia, ha un crollo nervoso e torna nel mondo reale in stato comatoso. Nel frattempo Tom e Savoy riescono a fuggire a un primo attacco da parte di un gruppo di agenti della cabala. Tom non vuole però lasciare la città, è fermamente convinto che il padre sia vivo e non possa evitare di mostrarsi per la presentazione del libro. Anche il Conte Amrosio, rigeneratosi nel corpo morente del governatore del carcere di Donosia, si reca a Londra e affronta Tom e Savoy a Islington. L'agguato avviene di fronte al parco dove si dice vi sia il luogo nel quale è stato seppellito o imprigionato il mago Merlino (pare da Nimue stando ad alcune tradizioni). A difenderli arriva a sorpresa lo stesso Wilson che riesce a bloccare il Conte ricordandogli chi era prima di trasformarsi nel malvagio vampiro. Per un attimo gli sovviene l'immagine delle due figlie e della loro passione per Tommy Taylor (di cui adesso è la nemesi), questo lo indebolisce e Wilson ha modo di tramortirlo. Wilson conduce Tom e Savoy nella Merlin's Cave e gli rivela che sua madre è Susan Morgenstern (non Calliope Madigan) e lui è davvero suo padre. Gli rivela inoltre che è in guerra con la cabala che perseguita Tom, lo ha screditato e poi cercato di uccidere. Wilson conosce bene quell'organizzazione in quanto ne faceva parte e conosce i loro metodi e segreti per controllare il mondo. Gli rivela che la storia così come la conosciamo è quello che loro hanno deciso di scrivere o è stato sottoposto a un processo di revisione. Inoltre, attraverso la letteratura i miti e le religioni hanno un costante controllo sulla stessa struttura della realtà in quanto controllano le convinzioni e la percezione della popolazione. Wilson si è ribellato e ha creato attraverso i suoi romanzi un'arma che potesse contrattaccarli. Quest'arma è lo stesso Tom che è stato plasmato attraverso le imprese di Tommy Taylor e le capacità acquisite da questo giovane mago. Tali opere di fantasia gli hanno dato un potere di cui ora deve prendere consapevolezza e per questo il padre gli consegna una delle tante copie di Glitterspar. Si tratta della bacchetta magica di Tommy venduta come merchandising, ma è anche un oggetto che viene distribuito in tutto il mondo e in cui molti bambini e non solo vedono un simbolo di grande potere magico. Tom, se ne è consapevole, può utilizzare tale energia per manifestare incantesimi. Mentre i due stanno discutendo vengono raggiunti a sorpresa da Pullman che riesce a uccidere Wilson decapitandolo, Tom in quel momento sceglie il suo destino e crede alle parole del padre. Impugna Glitterspar pronunciando l'incantesimo "Inimicus Absentio" e il sicario svanisce. Poco prima di essere ucciso lo scrittore aveva consegnato a Savoy dei file che dimostrano, con delle immagini, che è stato Pullman e non Tom a commettere la strage di Villa Diodati, il video diventa virale e le accuse verso Tom decadono.
L'ultimo atto del piano di Wilson si manifesta quando l'editore Ernie Cole annuncia che il libro pubblicizzato come Tommy Taylor and The Emerald Telescope (scritto da Callendar) non è il vero ultimo capitolo della saga. Le copie in vetrina e quelle mandate alla stampa specializzata per le recensioni sono le uniche stampate. Il quattordicesimo romanzo scritto (realmente) da Wilson Taylor è invece stato stampato in segreto in milioni di copie e s'intitola Tommy Taylor and The Day of Judgment. L'annuncio ha risonanza mondiale e viene amplificato dal ritrovamento del cadavere dello scrittore alla Merlin's Cave. Se a questo si aggiunge la caduta delle accuse nei confronti di Tom, i piani della Cabala subiscono un duro contraccolpo. Tom e Savoy, ormai convinti delle parole di Wilson, decidono di liberare Lizzie (o Jane) che è stata portata in un reparto psichiatrico in seguito alla sua crisi d'identità. Tom riesce a risvegliarla ammettendo di aver capito che Tommy fa parte di lui così come lei e Savoy sono le versioni nel mondo reale dei suoi due compagni di avventure nelle storie dei romanzi, ovvero Sue e Peter. Insieme hanno una missione da compiere e non importa chi sono o pensano di essere stati. Lizzie si riprende e fugge con loro, ha capito che l'obbiettivo della vita non è perder tempo a cercare sé stessi, ma divenire ciò che si vuole e si crede di essere. Tom si mette a leggere Tommy Taylor and The Judgment Day e ha una visione in cui parla con la sua controparte fittizia. Questa gli indica la strada per acquisire il potere magico necessario a distruggere la Cabala. La magia non viene dalla realtà, ma dalla fantasia e dall'immaginazione. Deve quindi raggiungere i luoghi segnati sulla mappa di Wilson, quelli sono i centri nevralgici che hanno plasmato la coscienza collettiva dell'umanità, lì sono nate le grandi storie della letteratura e dei miti. Nel frattempo la Cabala decide di giustiziare Callendar per il suo fallimento, Pullman, sopravvissuto allo scontro con Tom rimane il loro sicario.

### Leviathan

Achab contro Moby Dick in un'illustrazione di copertina di Pascal Alixe. Edizione italiana Marvel Italia/Panini (2014).

Il viaggio di Tom e i suoi due compagni li conduce a Pittsfield in Massachusetts, luogo segnato sulla cartina del padre in quanto fondamentale per acquisire poteri e consapevolezza per contrastare i piani della cabala. Qui si trova infatti Arrowhead, la dimora dove Herman Melville scrisse Moby Dick, non solo uno dei romanzi più famosi della letteratura statunitense, ma universalmente riconosciuto come un classico fondamentale della storia della letteratura. Ora la casa è diventata un museo e attrazione turistica, è lì che i tre si recano appena giunti nella cittadina. Sulla mappa quel luogo è infatti indicato come la Sorgente. Non ne viene specificata la natura o il modo in cui ci si possa impadronirsene, è comunque un fulcro imprescindibile di potere, spetta a Tom comprenderne la struttura e come attingervi. Nel frattempo Savoy comincia a star male e a mostrare i segni di una strana febbre, caratterizzata da vomito e pallore. Presto Lizzie si rende conto che il loro amico si sta trasformando in un vampiro e gli trova i segni di due canini sul collo. Savoy ha la memoria confusa, ma sostiene che a morderlo deve essere stato il Conte Ambrosio durante il loro scontro a Londra. Per aiutarlo Lizzie gli procura delle sacche di sangue animale. Nel frattempo Tom si separa dai suoi compagni in cerca della fatidica Sorgente, indicata sulla mappa con il simbolo di una balena, la nemesi del capitano Achab in Moby Dick. Mentre gira per Pittsfield sfogliando il libro di Melville per avere indizi, Tom esprime il desiderio di trovare una strada verso ciò che sta cercando. In quel momento si trova catapultato all'interno del romanzo impersonando suo malgrado il ruolo di uno dei marinai della Pequod, la fatale baleniera del Moby Dick. Pare non riesca a tornare nella nostra realtà e si ritrova a interagire con i protagonisti della celebre caccia alla Balena Bianca, incluso il Capitano Achab che ha stranamente le sembianze del suo defunto padre. Col passare delle settimane (il tempo scorre diversamente che non nel mondo reale) tutto si svolge come nella storia di Melville e non vi è nessun segno della sorgente, tra l'altro si sta per avvicinare la catastrofica conclusione della vicenda umana della Pequod. In aiuto di Tom arriva ancora una volta il mostro di Frankenstein, insieme a Mingus. La creatura gli rivela che il Capitano somiglia al padre in quanto nella storia permane un'eco di quando lui stesso l'aveva esplorata, ogni volta che ci si addentra in un racconto, una parte della coscienza del lettore si riflette tra le pagine e le parole della storia. Inoltre gli spiega che non necessariamente la sorgente si identifica con Moby Dick, ma questo può essere un punto di partenza verso l'epifania. Quando Tom gli dice che non riesce a tornare a quella che (lui) chiama realtà, Frankenstein gli suggerisce di sfruttare un segreto a suo tempo scoperto dal padre, ovvero che le storie sono dei sigilli imperfetti in quanto sono permeabili tra di loro. Usando la maniglia magica sulle acque dell'oceano concepito da Melville, Tom si può recare in un'altra storia che in qualche modo vi è collegata e può essere il punto successivo del suo cammino verso la Sorgente.
Tom raggiunge così un'altra storia, quella di Simbad le cui prodezze sono narrate ne Le mille e una notte nella versione tradotta e resa popolare da Richard Francis Burton. Qui si imbarca sulla nave del famoso marinaio dove viaggia fino all'isola che in realtà è un'enorme balena che inghiotte sia lui sia Simbad. All'interno dell'enorme cetaceo vi trovano altri personaggi letterari legati al simbolo della Grande Balena. Nelle fauci dell'animale è già stato imprigionato il Barone di Münchhausen con il suo cavallo Bucefalo, personaggio realmente esistito, ma le cui avventure sono state mitizzate in una raccolta anonima resa famosa dalla versione inglese di Rudolf Erich Raspe, pubblicata nel 1785. Insieme al Barone è rimasto intrappolato nell'enorme mammifero anche Pinocchio (come raccontato nel romanzo di Carlo Collodi) e Giona, profeta dell'Antico Testamento. Tom si rende conto che se esiste un legame tra la Sorgente e una balena (simbolica o reale che sia), quello deve essere il luogo prescelto, per fare da ponte. Nonostante questo non si oppone al tentativo di fuga architettato dal Barone e compagni. Questi hanno infatti recuperato polvere da sparo e un cannone da un relitto e vogliono causare un'esplosione così deflagrante che la balena li dovrà vomitare all'esterno. Nel momento dell'esplosione Tom raggiunge lo stato di epifania, viene sommerso da una luce bianca e sembra ricordare cosa rappresenti l'enorme animale simile al mitico Leviatano. Ciò che simboleggia va interpretato (in parte) secondo quanto affermato da Thomas Hobbes nel libro omonimo. Si tratta di un'entità che rappresenta il massimo potere tra gli uomini e la sua influenza è proporzionale a quanto le masse gli abbiano attribuito sovranità e autorevolezza. Hobbes lo identificava con il potere politico necessario a preservare la società umana dal caos e dall'autodistruzione. In realtà il vero potere è nell'inconscio collettivo, plasmato dalla sua fede e dall'identificazione nei miti della letteratura. La società e la struttura stessa della realtà non nasce dal razionalismo o dal giusnaturalismo di Hobbes, ma dall'immaginazione delle persone che ne hanno creato l'arte, la cultura, la religione e la forma di governo. Tutto ciò deriva da quello che viene individuato da Tom come l'inconscio narrativo. I milioni di lettori che si sono addentrati con la fantasia nelle avventure di Tommy Taylor possono rendere Tom (il suo modello) capace di alterare il corso della storia da quello voluto dal gruppo occulto che sta usando gli stessi mezzi per controllare il mondo.

### On to Genesis
(Wilson Taylor)

Copertina della raccolta "The Unwritten Volume 5: Sulla Genesi", disegno di Yuko Shimizu. Edizione italiana RW-Lion (2012).

Quando Tom torna nella realtà sono passati tre mesi e i suoi due compagni Lizzie e Richie Savoy stanno pianificando una rapina per recuperare i diari privati di Wilson Taylor. Entrambi non sono stupiti dalla lunga sparizione di Tom in quanto davano per scontato che stesse inseguendo, attraverso qualche dimensione, la Balena simbolo della Fonte. Dopo aver spiegato loro il legame tra questa e Moby Dick intesa come il Leviatano di Hobbes, Lizzie aggiorna anche lui su quanto sta accadendo. Dopo la morte del padre tutti i suoi beni sono stati requisiti dalla casa d'aste Bendix & Whiteleaf. Tra questi sono particolarmente interessati al lotto 57 comprendente i diari che il defunto scrittore ha redatto per gran parte della sua esistenza. Il loro obiettivo è quello di conoscere più a fondo l'origine di Tom e della cabala alla quale si contrappongono. Ora che il prescelto è tornato, si semplifica il piano per impossessarsi dei preziosi tomi prima che siano messi pubblicamente all'asta. Infatti grazie al suo pomello di cristallo e piombo possono materializzarsi di notte all'interno della stanza dove sono raggruppati tutti gli oggetti di Wilson. Il tutto si rivela però una trappola e una volta entrati vengono improvvisamente raggiunti e sedati con dardi tranquillanti da Whiteleaf e i suoi mercenari. La mattina dopo, prima dell'apertura ufficiale, si tiene in segreto una delle aste più attese da magnati, sette segrete, occultisti e collezionisti da tutto il globo, Whiteleaf mette in vendita al miglior offerente lo stesso Tom Taylor con allegata un'analisi dettagliata del suo DNA e delle sue possibili vere origini. Chi vince il bando può ottenere come bonus gratuito anche Lizzie Hexam e il neo vampiro Savoy. In soccorso dei tre interviene l'enigmatica Madame Rausch, un'anziana signora in ambito monacale che pare sia in vita da secoli e che in passato ha più volte servito la cabala. In questo caso aiuta Tom e favorisce l'intervento dei sicari della stessa cabala che uccidono tutti i presenti all'asta, ma non arrivano in tempo per impedire la fuga dell'alter ego di Tommy Taylor. Prima della sua uscita di scena, Madame Rausche consegna a Tom i documenti raccolti su di lui da Whiteleaf e gli rivela di analizzare la sequenza del suo DNA perché ha delle anomalie che non lo possono identificare come appartenente a un essere umano. Inoltre dichiara di aver conosciuto suo padre, il quale gli ha chiesto aiuto per un esperimento, e afferma che Tom Taylor: «...è molto di più di una fiaba portata in vita».
Leggendo i diari di Wilson, scoprono che (incredibilmente) l'autore si trovava a New York nel 1934 e si faceva chiamare Will Tallis. Dal punto di vista anagrafico è impossibile perché in quell'anno il padre di Tom non era ancora nato, ma nei suoi resoconti vi è descritta con dettagli la sua permanenza nella Grande Mela negli anni successivi alla Grande depressione. In un diario viene riportato un suo incontro con Pullman (sicario della Cabala), avvenuto alla Biblioteca pubblica della città. Dal loro colloquio si intende che Wilson è al servizio dell'organizzazione la quale ha orchestrato la crisi economica in atto dalla fine degli anni venti e si sta apprestando a scatenare una guerra in Europa e Asia. Questo sarà reso possibile dalla creazione di una narrazione socio-politica (letteraria e accademica) che mitizza lo Stato come nuovo Dio-pagano. Le conseguenze saranno la formazione/creazione nella realtà di strutture Nazi-fasciste o Social-totalitariste (i nuovi Leviatani) alle quali i popoli si consegneranno, un terreno fertile per alimentare scontri militari. Tallis porta però all'attenzione di Pullman due nuove tipologie di letteratura, che non possono essere sottovalutate, si tratta dell'albo a fumetti (o comic book) e dei romanzi Pulp. Finora la Cabala li ha considerati «spazzatura...(o) come una linea secondaria della cultura». Si tratta di una valutazione errata e ad esempio porta un albo a fumetti con le avventure di The Tinker, (prototipo del futuro supereroe) il quale combatte il crimine e difende l'American Dream utilizzando oggetti magici quali la cintura dalla forza di 10 uomini, il mantello dell'invisibilità e gli stivali dalle sette leghe. Quello che rende pericoloso questo nuovo tipo di eroe è che le sue storie vengono distribuite nelle edicole in milioni di copie e sono fruite dai ragazzi della nuova generazione, figlia dell'alfabetizzazione dei primi decenni del secolo. Diviene evidente che sta per nascere una nuova era di super eroi a cui ispirarsi (la Golden Age) destinata a radicarsi nella mitologia del ventesimo secolo. Le conseguenze saranno ingestibili per la Cabala che si troverà al di fuori di un nuovo tipo di flusso narrativo destinato a plasmare l'inconscio narrativo del popolo, la Fonte per controllare la storia dell'umanità. Pullman intravede il pericolo e incarica Tallis (ovvero Wilson Taylor) di indagare sull'autore di The Tinker, lo sconosciuto Milton Jardine ed eventualmente liberarsene prima che trasformi la sua creatura in qualcosa di potenzialmente pericoloso. Con grande stupore Wilson scopre che quello usato dal fumettista è uno pseudonimo, dietro il quale si cela una donna ovvero Miriam Walzer, che ha scelto di non rivelarsi per non andare contro i pregiudizi maschilisti dell'epoca. Imprevedibilmente i due cominciano a frequentarsi e Wilson si innamora di questa artista e scrittrice, capace di dialogare di letteratura, antichi miti e arte sia classica sia moderna. La libertà intellettuale e lo spirito creativo di Miriam lo affascinano e teme per la vita di entrambi se la Cabala dovesse sapere della loro relazione. Per evitare l'esecuzione della donna, Wilson uccide il vero Milton Jardine, vicino di casa di Miriam, subito dopo avergli fatto firmare dei documenti in cui cede i diritti del suo personaggio a una casa editrice della Cabala. Pullman è soddisfatto e si convince che d'ora in poi i diritti sui popolari personaggi dei nuovi comic book saranno sistematicamente tolti agli autori/creatori per essere gestiti dagli editori (asserviti alla cabala) che potranno così avere il controllo sulle storie a fumetti e quindi gli eroi delle nuove generazioni. Miriam assiste all'omicidio di Milton e Pullman fa in modo che sia lei a essere incolpata del delitto. Dopo un rapido processo, viene condannata e rinchiusa nella prigione di Stato di Westfield. Nel momento in cui viene incarcerata è già incinta di un figlio di Wilson Taylor che nasce il 3 aprile 1935, è il fratellastro di Tom. Il neonato nasce morto, ma miracolosamente sembra resuscitare acquisendo nella crescita la fisionomia e le abilità di The Tinker, il super eroe creato dalla madre prima della sua venuta al mondo. Nel 1944 la donna è stata scarcerata in quanto madre e malata di cancro. In occasione del nono compleanno del figlio, Wilson si presenta a far visita alla donna e a suo figlio. Non viene respinto, ma Miriam lo riceve solo per assicurarsi che lui mantenga il bambino, dal nome Milton Jr., dopo che lei sarà morta. Gli spiega inoltre che i poteri del figlio derivano dagli oggetti magici (come quelli di The Tinker) che si manifestano dal nulla nell'armadio della sua stanza. Wilson si convince che Milton Junior è frutto di un processo di ontogensi scaturito dalla sovrapposizione di due creazioni: una biologica (l'embrione del bambino nato nel 1934) e una letteraria (il fumetto creato da Miriam).
Tom riesce a rintracciare il fratello, settantaseienne, in quanto trova delle ricevute di pagamento del padre per una casa di riposo, la Green Meadow. Qui è registrato un paziente dal nome Milton Walzer Junior, il suo fratellastro che però ormai giace su un letto in fin di vita. Quando però arrivano Lizzie e Tom, Milton si ritrasforma magicamente in The Tinker e attacca il fratello come se fosse un super criminale. Dopo essersi chiariti Milton scopre chi era il suo vero padre e progressivamente torna a invecchiare, sostenendo di essere una creatura che da una vita tende a sfumare tra storia e realtà. L'incontro con Tom gli riaccende però le energie necessarie per tentare un'ultima impresa utilizzando il gesso dell'Averno, uno dei suoi oggetti magici. Disegnando un portale sulla strada, si apre un varco che gli permette di scendere nell'aldilà. Non vuole quindi rimanere nell'ospizio, ma si reca direttamente nel regno dei morti per cercare la donna che una volta ha amato. Tom assiste incredulo mentre il fratello sembra sprofondare nelle viscere della Terra, ignaro di quale sarà il suo destino. Non ha il tempo per elaborare le emozioni contrastanti sorte dall'incontro con Milton Jr., che gli Savoy gli riporta una notizia sconvolgente: tutte le persone che conoscevano personalmente Tom Taylor (esclusi Richie e Lizzie) sono state assassinate nelle ultime 48 ore.

### Tommy Taylor and the War of Words

L'immortale Pullman vs Tom/Tommy Taylor, dall'illustrazione di copertina di Vertigo Hits - The Unwritten volume 6. Disegno di Yuko Shimizu. Edizione italiana RW-Lion (2013)

Tom ha preso consapevolezza del potere che gli è stato conferito tramite le opere del padre, sa che per attingervi deve però affidarsi agli incantesimi della sua controparte letteraria ed è inoltre fondamentale che le persone credano nello stesso Tommy Taylor, creando un processo di identificazione tra i due. Dopo l'attacco brutale a tutte le persone da lui conosciute (compresa la madre), Tom si rifugia in una base abbandonata in Antartide insieme a Lizzie, Savoy, il suo famiglio Mingus e la Creatura di Frankenstein suo (presunto) protettore. Dopo essersi documentato sugli incantesimi operati in ogni libro della saga di Tommy e aver letto parte dei diari del padre, Tom vuole attaccare e non accetta più di nascondersi o fuggire. Lizzie è contraria in quanto sostiene che non è pronto a usare i suoi poteri al massimo delle sue capacità e sono inoltre ignari delle reali capacità difensive/offensive della cabala. In ogni caso Tom vuole agire e dopo aver indagato nella mente di Skate (membro d'alto livello della cabala), scopre dov'è la sede segreta del gruppo. Questa si trova in una struttura che si sviluppa in una segretissima struttura sotterranea al di sotto della Radcliffe Camera, la prestigiosa e vasta biblioteca all'interno dell'Università di Oxford. Per conoscerne i segreti, Tom usa l'incantesimo Resurrectus e invoca lo spirito del suo architetto James Ezekiel Gibbs. Questi gli rivela che l'edificio è stato costruito su un misterioso labirinto preesistente e che da quello si raggiungono numerose stanze a anfratti. Tom si materializza direttamente sul luogo e grazie agli incantesimi evocati con la Glitterspar riesce a superare tutte le misure di sicurezza e le guardie fino ad arrivare alla sala del consiglio. Qui si trovano radunati i membri più alto in grado dell'organizzazione tra cui Mister Firth, l'attuale capo consiglio. Tom viene momentaneamente immobilizzato grazie all'utilizzo della Griglia, una rete che «controlla il flusso della forza immaginativa» e come sostiene Firth lo può limitare e/o contaminare neutralizzando le fonti del potere di Tom. Da notare che questa è una conoscenza (limitata) del funzionamento della Griglia di Firth, che probabilmente non ne capisce i reali meccanismi e potenzialità. Il suo piano fallisce in quanto nella stanza del monitoraggio arrivano Lizzie e Savoy. Questi, che ha le abilità di un vampiro si smembra in decine di pipistrelli che generano il panico nella stanza, distraendo i controllori e manipolatori della Griglia, le fonti del potere di Tom si ristabiliscono. Senza esitare uccide sia Firth sia tutti gli altri membri presenti nella sala, a questi riserva una fine orribile in quanto invoca i Gossamok, creature incorporee in grado di divorare le anime. Decide quindi di avventurarsi nelle stanze che si trovano ancora più profondità nell'edificio e qui arriva nella loggia del pozzo, dove si trova una statua della Sibilla. La strana scultura con la bocca aperta viene utilizzata per estrarre pietre bianche o nere che servono a determinare la linea d'azione della cabala, tra cui la scelta del leader. Quando Tom prova a inserire la sua mano nella bocca della statua viene respinto da un forte colpo di energia che lo lancia nel pozzo al centro della stanza. Sul fondo cade su un mucchio di cadaveri in quanto questo è la macabra tomba di coloro che vengono giustiziati dalla cabala. Si salva con l'incantesimo Protectus, ma non è solo, vi è un altro individuo (in vita) e si tratta di Pullman. Questi gli rivela che non lo vuole affrontare, ma gli serve per un compito che insegue da 7.000 anni, uccidere il Leviatano. Attraverso una porta blindata molto spessa lo introduce nella vasto salone interno, a pianta circolare e sormontato da una grande cupola, il vero fulcro 

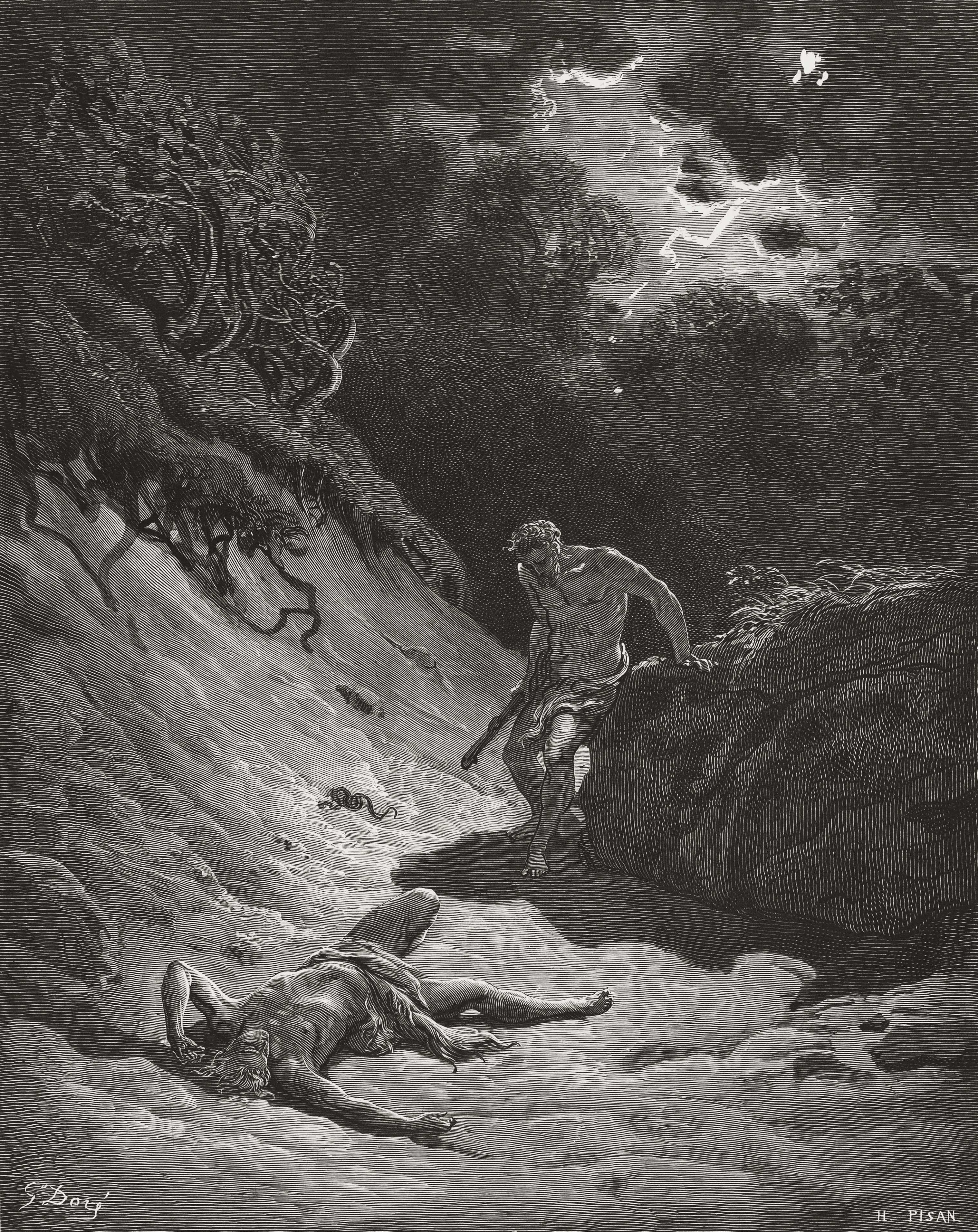
Caino ha ucciso Abele. Tale gesto ha creato un mito che ha condannato Pullman (conosciuto come il biblico Caino) a vivere migliaia di anni come assassino. Illustrazione di Gustave Doré (XIX secolo).

del tempio della cabala. Pullman racconta a Tom la sua origine e di come lui sia l'uomo che è passato alla storia come Caino, anche se questo è il nome che gli è stato dato nel mito dalla tradizione giudaico-cristiana. Questa storia si è impressa nell'inconscio collettivo dell'umanità dai suoi albori (quando vi erano poche tribù di esseri umani) ed è quindi diventata parte dell'entità nota come Leviatano, la cui esistenza è conosciuta anche da Tom e suo padre oltre a un cerchio ristretto di persone. A detta di Pullman la perpetuazione di tale mito (dove lui ha ucciso il fratello, noto come Abele) lo ha reso ciò che è diventato, rendendolo persino immortale, ma tale maledizione sta per colpire lo stesso Tom che infatti sta progressivamente regredendo a livello adolescenziale. Sta assumendo le sembianze del personaggio letterario Tommy Taylor, comincia persino a sviluppare la miopia e si ritrova in tasca un paio di occhiali, gli stessi usati dal mago ragazzino dei romanzi di suo padre. La spiegazione risiede nel fatto che (secondo Pullman) il Leviatano si nutre delle storie su cui si focalizzano le persone, creando un mito, e dal momento che ora milioni di persone sono convinte che Tom e Tommy siano la stessa persona, è iniziato il processo di ontogenesi letteraria che porta a fondere la realtà nel racconto (o viceversa). Tom è destinato a vivere in eterno nel corpo di un ragazzino, combattendo perennemente mostri e maestri di arti occulte che si plasmano dal nulla, creati dalla necessità di perpetuare le storie di Tommy, alimentate dall'immaginazione di chi legge le sue avventure. A questo punto Taylor e Pullman collaborano, questo non è previsto dalla narrazione della storia in atto, e quindi si materializza il Leviatano, nella forma di un enorme pesce, quella con cui si è manifestato negli ultimi secoli. Tom non ha capito che Pullman l'ha ingannato, il suo fine è porre fine alla sua vita (o al proprio destino) ferendo il Leviatano e lo può fare ora che Tom si trova tra il nostro mondo (della materia) e quello dello Spirito (formato da idee e storie). A tal fine colpisce Tom con un arpione, ma in questo momento irrompono nella sala Savoy e Lizzie. Savoy approfitta del momento per colpire Pullman con una lancia e questa volta il colpo è fatale, l'immortale dai mille nomi si dissolve in cenere e con lui svanisce anche l'enorme pesce ormai più simile a un'enorme balena. Pullman ha comunque mietuto un ultimo grande successo, ha ferito il Leviatano (innescando una possibile apocalisse), è riuscito a dissolvere Lizzie (forse perché toccata dalla sua protesi di ferro al posto della mano destra) e ha quasi ucciso Tommy facendo collassare la Radcliffe Camera.
Epilogo: la guerra della parole si è conclusa e Tommy ha apparentemente vinto, la cabala è stata distrutta e Pullman ha terminato la sua millenaria vita. Tommy è stato ferito al costato, ma viene portato in salvo da Savoy che apre un varco che li porta a Villa Diodati (abbandonata e deserta). Qui la guarigione avviene grazie a un oggetto magico nascosto sotto un pavimento, ovvero una tromba usata da Tommy quando era un bambino e poi inserita da suo padre nei romanzi di Tom. Savoy decide di scrivere un libro in cui narrare la sua versione della storia perché capisce che è l'unico modo di riprendere il controllo della sua vita, smettendo di essere una comparsa nell'enorme affresco narrativo ideato da Wilson e Tommy Taylor. Lizzie potrebbe essere morta, ma quello che le è successo rimane un mistero. La ferita procurata al Leviatano è più grave di quanto si possa immaginare e il preludio a un'Apocalisse. La prima a prenderne consapevolezza è la misteriosa monaca dal nome Anna-Beth Rausch.

### The Wound

Copertina del volume "Vertigo Hits - The Unwritten TP 7: La Ferita", disegno di Yuko Shimizu. Edizione italiana RW-Lion (2014).

Nei mesi successivi alla conclusione della Guerra delle parole e la distruzione della Radcliffe Camera, Savoy pubblica il libro The Unwritten, subito diventato un best seller. Qui racconta di come Tom Taylor sia stato vittima insieme al padre di un'enorme cospirazione che ha cercato di rovinargli la vita, a partite dagli omicidi di Villa Diodati fino agli avvenimenti di Oxford. Scredita le teorie secondo le quali Tom sia una sorta di incarnazione in terra del maghetto Tommy Taylor protagonista dei romanzi del padre. Viene quindi raccontata una mezza verità dove si tralascia dell'esistenza del Leviatano, del vero scopo della cabala, dell'antica origine di Pullman e ovviamente del fatto che lui (Savoy) sia diventato un vampiro. In contrapposizione a quanto affermato nel libro cominciano a nascere delle sette che vedono in Tom Taylor una sorta di messia e/o Mago Supremo, un punto di riferimento per il nuovo millennio. La più popolare e autorevole è la Chiesa di Tommy fondata da Lucas Filby in Australia. Durante alcune delle cerimonie da lui presiedute pare siano scomparse delle persone e su questi casi viene messa a indagare il Detective Didge Patterson. Prova invano ad accedere a una delle cerimonie, ma viene scoperta, deve quindi rivolgersi a un adepto che sia già inserito e lo trova nella figura di Daniel Armitage, ex-collaboratore della cabala (faceva parte dei lettori della Griglia) e unico testimone sopravvissuto a quanto accaduto nel salone interno della Radcliffe Camera (a parte Tom e Savoy). Prima che tutto crollasse ha persino visto un'enorme balena ferita, ovvero il Leviatano. Ora è confuso, disoccupato e in cerca di risposte, ma non è certo che il pastore Filby sia in grado (o voglia) fornirle ai suoi seguaci. Diviene quindi una pedina facilmente manipolabile da parte del Detective Patterson. Daniel riferisce alla detective che durante una cerimonia presieduta da Filby, una ragazza prescelta è stata spogliata e ognuno dei presenti ha dovuto scrivere una frase sul suo corpo. In seguito la malcapitata ha toccato una reliquia all'interno di uno scrigno e si è dissolta in un fiume di parole. Alla fine del rito Filby ha pronunciato la seguente frase: «La nostra sorella è andata prima di noi. All'epilogo. Nella profonda caverna. Alla fine del terzo atto». Daniel riesce anche a incontrare di persona Filby e ha modo di vedere che nello scrigno giace la protesi in ferro della mano destra del defunto Pullman. Il pastore della chiesa di Tommy gli rivela che era un sicario della cabala prima che ricevesse l'illuminazione osservando in azione Wilson Taylor. Ha però scoperto che il ragazzo è un infiltrato della polizia e lo avrebbe ucciso se non fosse stato per l'intervento della Detective Patterson che irrompre nella struttura liberando dalla cattività un'incredibile varietà di animali fantastici tra cui un unicorno. Pare che Filby li collezionasse, ma la provenienza di tali creature non può che provenire da storie immaginarie, ovvero il mondo narrativo. Il leader della Chiesa riesce comunque a fuggire. 

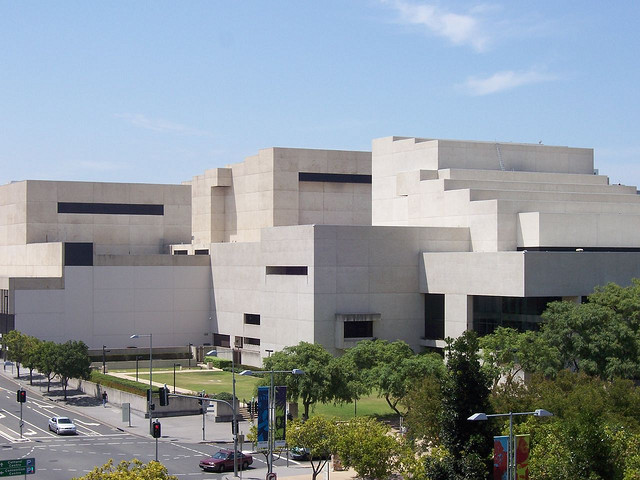
Esterno del Queensland Performing Arts Center, prima tappa del tour australiano di Tom Taylor (foto del 2006)

Il suo scopo è quello di incontrare Tom Taylor che è appena giunto in Australia come parte del suo trionfante tour mondiale in cui intrattiene platee sold-out pronte a sentire la sua storia e le sue riflessioni. La prima esibizione si tiene a Brisbane nel teatro del Queensland Performing Art Center (o QPAC). Con l'aiuto di alcuni suoi accoliti infiltrati tra il team della sicurezza, Filby riesce a entrare e si trova sul palco faccia a faccia con Tom di fronte a una platea gremita. Con lui ha portato una valigetta con una bomba nucleare ed esorta Tom a contenere l'esplosione facendo il miracolo che riveli al mondo la sua natura messianica. Il suo delirante piano non funziona in quanto Taylor riesce a disattivare l'ordigno indovinando la password e nel frattempo arriva sul posto la polizia e il detective Patterson con Daniel. Filby viene arrestato e la Patterson ha un messaggio da comunicare a Tom; quando è stata a contatto con la mano di ferro di  Pullman si è dissolta in un fiume di parole, ma poi è tornata in carne e ossa. La sua teoria è che, essendo dislessica, processa le parole diversamente e quindi è stata rigettata dall'oblio in cui si trovava in quanto non riusciva a trattenerla. In quel momento di passaggio tra quel mondo e il nostro ha però incontrato Lizzie e ha un messaggio per Tom.

### Orpheus in the Underworlds

Copertina del volume "Vertigo Hits - The Unwritten TP 8: Orfeo agli Inferi", disegno di Yuko Shimizu. Edizione italiana RW-Lion (2014)

Il messaggio che la Detective ha per Tom è che Lizzie si trova nell'Ade e probabilmente non è morta, ma si trova solo all'interno di una vecchia storia, risalente all'epoca greco-romana. Le due donne si sono infatti ritrovate faccia a faccia sul bordo del fiume Stige, il mitico passaggio per il Regno dei Morti secondo le storie dell'epoca classica dell'occidente. Tom si propone quindi di raggiungere Lizzie all'interno di quel mondo immaginario e quindi salvarla. Per poterlo fare deve trovare il modo di entrare in una storia dalla quale poi trovare un passaggio in quella dove si trova Lizzie. Consultando la mappa di suo padre vi legge che l'Australia è indicata come Terra Incognita e quindi non vi sono segnati i luoghi letterari, posti nevralgici dove le storie immaginarie incontrano il mondo reale. Da notare che non è più in possesso del pomello per spostarsi tra le realtà e non vuole azzardarsi a usare incantesimi di Tommy per non regredire allo stato adolescenziale, inoltre la protesi della mano del defunto Pullman non funziona più e quindi ha perso la sua macabra funzione di trasformare le persone in fiumi di parole che si riversano nei mondi dell'immaginazione. Tom ha però individuato un celebre romanzo ambientato in Australia, di risonanza mondiale e che molte persone credono basarsi su fatti realmente accaduti, ovvero Picnic a Hanging Rock della scrittrice Joan Lindsay, pubblicato nel 1967. Tom si reca quindi sul luogo della formazione geologica ora denominato come Hanging Rock, territorio sacro da migliaia di anni per le culture aborigene, venerato come punto di passaggio tra il mondo reale/apparente e quello dello spirito/sogno. Lo accompagnano la Detective Patterson, Savoy, Danny e un unicorno che faceva parte dello zoo privato del reverendo Filby. Tom riesce ad attraversare il portale tra il nostro mondo e quello immaginario nel momento in cui la Patterson evoca l'antico mito aborigeno di Kondili che riguarda la nascita della prima balena. Il Leviatano è infatti un'interfaccia tra il mondo delle storie/miti e la nostra realtà e noi viviamo nelle storie che immaginiamo. Rappresentando l'archetipo che racchiude ogni storia mai narrata è quindi all'origine stessa del mondo reale. Ora Tom si ritrova in una terra desolata dove sono sparpagliati diversi tipi di detriti e rovine tra cui riconosce una parte dello scafo della baleniera Pequod. La landa brulica anche di numerosi animali immaginari dalle caratteristiche antropomorfe tra le quali un orso parlante armato di ascia e in cerca di cibo. Viene però salvato dall'unicorno che, come lui è potuto ritornare nel mondo dell'immaginario. Tom riesce fortunatamente a incontrare un altro possibile alleato ovvero il Barone di Munchausen e viene a conoscenza del cataclisma causato dall'Onda che sta distruggendo il regno delle storie, fenomeno causato da Pullman quando con un arpione è riuscito a ferire il Leviatano nello scontro a Radcliffe Camera. Ora i protagonisti delle storie (quelli ancora sopravvissuti) sono dei profughi senza più una dimora. Tom chiede al Barone se è possibile raggiungere il Regno dei Morti e questi lo porta al Lago Averno, la porta per l'Ade ed è qui che i due si buttano. Quando Tom si risveglia è solo e privo di memoria in quanto questo è l'effetto delle acque di quel lago. In suo soccorso arrivano però due appassionate dei romanzi di Tommy Taylor. Si tratta di Sara e Leon Chadron, figli del direttore del carcere di Donostosia, decedute durante l'incendio che ha distrutto la struttura durante la fuga di Tom. Vi erano accorse proprio per aiutare colui che credevano il vero Tommy, possibilità che hanno ora in quanto difendo lo smemorato Tom dalle Arpie che pattugliano l'oltretomba. Inoltre lo accompagnano al castello dove dimora il Re dell'Ade. Dopo aver superato Cerbero e le guardie della roccaforte senza trovare particolari resistenze, Tom raggiunge la sala del trono, dove trova seduto un enorme coniglio bianco antropomorfo. Si tratta dell'ex-sicario della cabala Pauly Bruckner, trasformato in animale e rinchiuso all'interno di un racconto dallo stesso Tom quando era ragazzino (per l'intera storia di Bruckner vedi la descrizione del personaggio in "Dramatis Personae"). Dopo varie peripezie il criminale, passando tra storie e lande immaginarie, si è ritrovato nell'Ade e in possesso della borsa di Tinker, dalla quale si possono estrarre oggetti magici di vario tipo. Trovandosi di fronte all'antico Re dell'Ade lo decapita senza esitare e ora siede sul trono, comando un esercito esercito formato da servitori (incorporei) ricoperti di una tunica nera e una maschera dorata. Di fronte a uno smemorato Tom, i due non si riconoscono e lo fa rinchiudere in attesa di deciderne il destino. Questi viene però aiutato da Sara e Lion e dalla stessa Lizzie che si è travestita da una delle guardie del Re Coniglio. Per fargli tornare la memoria lo conduce in una stanza dove Bruckner ha rinchiuso colui che ritiene colpevole della sua sorte, ovvero Wilson Taylor, il padre di Tom assassinato a Londra. Dopo aver visto l'agonizzante genitore (perennemente sotto tortura) e il volto della sua amata, Tom ritorna sé stesso. Comincia subito quindi a pianificare come fuggire da quel luogo in quanto sta per essere travolto dall'Onda. L'unico modo di uscirne è quello di ripercorrere la narrazione di un antico mito, quello riguardante il viaggio di Orfeo negli Inferi. Il personaggio della mitologia greca si recò nell'Ade per riprendersi la sua amata Euridice e per poter tornare con lei nel regno dei vivi conclude un patto Persefone, regina dell'oltretomba. Potrà risalire le scale verso il mondo dei viventi, ma il suo viso non deve mai voltarsi e incontrare lo sguardo dell'amata. Tom fa un patto con Bruckner (promettendogli che lo ritrasformerà in un uomo), però il nuovo re dell'oltretomba deve fare la stessa proposta che Persefone fece a Orfeo, ma questa volta si rivolge a Tom e a tutti coloro che lo seguiranno nella risalita, ovvero Lizzie, Lion, Sara, Wilson e lo stesso Bruckner che non vuole rischiare di ritrovarsi nuovamente prigioniero di una storia o del Nulla, effetto causato dall'arrivo dell'onda che sta travolgendo i mondi dell'immaginazione. Per poter onorare il mito Tom deve però perdere, così come successe a Orfeo, quindi vuole rimanere indietro (prendendo il posto di Euridice) e sprona Lizzie a voltarsi per incrociarne lo sguardo. Questa si rifiuta di sacrificare l'amato, ma Tom le spiega che non solo è necessario, ma è l'unico modo per cercare la verità che si cela nella natura stessa del Leviatano. Per questo ha fatto dire al Re dell'Ade (attualmente Bruckner) che se qualcuno si volta e incrocia la sguardo con Tom, questi precipiterà <<giù fino in fondo, il più in fondo possibile>>. Si tratta di un azzardo, ma Tom sente che la verità si trova al di sotto di tutte le storie, è la pietra angolare su cui poggia l'intera realtà e lui la vuole afferrare, ma non può farlo se ritorna nel mondo che percepiamo come quello reale.

### Fables
Tom, come pianificato, non raggiunge il mondo dei vivi, ma precipita verso l'ignoto. Quello che non ha previsto è di ritrovarsi in un bosco incantato, popolato dai personaggi che appartengono a un folclore antico, sono i protagonisti delle Fiabe. Tom è stato invocato dai loro maghi più potenti e la cui leader è la temibile strega Frau Totenkinder (archetipo delle streghe del folclore germanico). L'evocazione intendeva richiamare in questo mondo il mago più potente perché potesse aiutare i personaggi delle Fiabe contro la temibile minaccia del Signore Oscuro. Tom ha modo di incontrare personaggi delle Fiabe quali Pinocchio, Ozma di Oz, Geppetto, Cappuccetto Rosso, Il principe ranocchio (ora rinominato Prince Ambrose l'Acchiappamosche) e molti altri ancora. In passato vivevano tutti in diversi regni e reami di un mondo (per il lettore immaginario), ma poi sono dovuti fuggire in quanto minacciati da un essere denominato l'Avversario. Si sono quindi stabiliti in segreto a Manhattan dove vivono coperti da incantesimi nel mondo degli uomini. La minaccia dell'Avversario, che riescono a sconfiggere, non si rivela però l'unica in quanto durante la loro assenza diversi luoghi segreti e protetti da incantesimi sono stati violati. Tra questi vi è la prigione/sarcofago di cui che rappresenta tutte le paure più recondito e il cui nome è spesso stato associato genericamente all'Uomo Nero, ma che in verità è il supremo stregone delle arti oscure. Una volta libero dalla sua prigione ha preso possesso del mondo delle Favole e della loro dimora in centro a Manhattan. Ha inoltre preteso come moglie (con un incantesimo) Biancaneve, la loro leader politica tra gli umani e già sposa di Bigby Wolf (Luca Wolf nell'edizione italiana), ora imprigionato. Da questi ha avuto sette figli tutti con abilità particolari, ma anche questi sono caduti vittima dell'incantesimo oscuro. Finora le Fiabe sono sempre state sconfitte e quindi si è deciso di evocare il più potente dei maghi e delle streghe, nella speranza che vi potesse essere un reame o un mondo dove esistesse un tale individuo, e si sono ritrovati Tom. Perché diventi realmente in grado di affrontare il Signore Oscuro deve essere però sottoposto a un ulteriore incantesimo da parte di Totenkinder che lo riporta a essere il ragazzino/mago Tommy Taylor coadiuvato da Sue Sparrow e Peter Price (i protagonisti dei romanzi di Wilson Taylor). I tre ragazzi riescono a penetrare nella dimora del Signore Oscure a Manhattan e liberano Luca Wolf, il Signore Oscuro non riesce a contrapporsi in quanto è sorpreso da questi giovani e sconosciuti maghi. La liberazione dell'uomo lupo Luca Wolf non porta i benefici previsti da Totenkinder in quanto, nonostante sia il migliore degli strateghi a disposizione, non ha individuato nessun punto debole del loro nemico. Inoltre non riesce a convincere suo padre Il Signore dei Venti e delle Tempeste a unirsi alla loro lotta. Non resta che un attacco frontale cercando di sfruttare Tommy e le sue magie, come soldati viene costruita un'armata composta da guerrieri di legno ricavati dalle piante del bosco incantato e costruiti da Geppetto. Tale mossa si rivela inoltre necessaria dal momento che, interrogandosi sulla natura di Tommy Taylor, il Signore Oscuro è arrivato a capire che ogni storia, favola o mito in un mondo sono realtà in un altro. Inoltre usando i suoi poteri d'evocazione riesce parlare con Pullman (o con l'eco di ciò che ne è rimasto) e da lui apprende dell'esistenza del Leviatano e di come sia un'entità che racchiude tutte le storie, ma che ora è stata ferita. Il piano del Signore Oscuro è quello di sfruttare la lacerazione che ha afflitto il Leviatano, simbolo della matrice che unisce i vari mondi, per insinuarsi nel suo tessuto e allungare la sua ombra su ogni realtà. Il suo portale non può che essere Tom Taylor, un individuo in stretta connessione con ogni storia, e creato/generato per proteggere il Leviatano stesso. Lo scontro tra l'armata dell'oscurità e l'orda d'oro delle Fiabe guidata dall'Acchiappa Mosche (alias Prince Frog) avviene in una Manhattan avvolta dall'oscurità e le vittime non si contano. Tra queste cade una corrotta Biancaneve, uccisa dal suo ex-marito Luca Wolf, e molti maghi e streghe delle Fiabe periscono così come goblin orchi e la fanteria di Geppetto. Il confronto finale avviene però tra Totenkinder e il Signore Oscuro. La strega ha sterminato tutti i bambini di quella Terra per accumulare il potere necessario a ingaggiare il Signore Oscuro, tale distrazione deve permettere a Tom (ritornato sé stesso dalla sua versione romanzesca) di portare a termine il piano, ovvero suonare l'Olifante, un corno che veicola lo stesso potere che aveva la tromba di Tommy nei romanzi di Wilson. Come è stato scritto, se suonata <<tutto viene disfatto e fatto a nuovo e (Tommy) passerà oltre il velo della leggenda e rinascerà>>. Totenkinder ha deciso che l'unico modo sventare la minaccia del Signore Oscuro è quella di annullare quella realtà e Tom ha il potere per farlo. Mentre suona a perdifiato nel Corno l'intera realtà che lo circonda comincia a disfarsi in un fascio di luce, il tutto sembra essere sfumare nell'oblio.
Epilogo: con l'arco narrativo Fables si chiude la serie regolare The Unwritten, ma non l'epopea di Tom/Tommy Taylor. Nell'ultima pagina ci si rivolge al lettore con alcune frasi rivelatrici, qui riportate: «Ed è qui che la storia finisce...e che resta dopo? Io apparentemente, io sono il vostro pubblico e nessun altro saprà mai quanto abbiate dato alla vostra ultima esibizione...c'ero io e c'eravate anche voi, fino all'ultimo di voi. Se non è ancora finita, se la pagina è ancora aperta dove ho interrotto la lettura allora è lì che dovrò trovare la mia strada. Ho del lavoro da fare». Dietro queste frasi vi può essere sia Tom sia lo stesso autore Mike Carey, ma anche lo stesso lettore. D'altra parte nei mondi dell'immaginazione di The Unwritten, l'autore, i suoi personaggi e il lettore contribuiscono simbioticamente a forgiare la storia.

### Tommy Taylor and the Ship that Sank Twice
Premessa: Wilson Taylor descrive le origini di Tommy Taylor nel primo romanzo della saga dal titolo: Tommy Taylor e la barca che affondò due volte. La stesura definitiva avviene a Villa Diodati, luogo dove nasce anche Tom e il libro viene distribuito il 5 maggio, il giorno della sua nascita. Questo processo fa parte del piano di Wilson che concepisce il suo personaggio come una concezione che porterà alla luce un prescelto, legato alla sua controparte letteraria e quindi capace di attingere al potere delle storie e quindi del Leviatano. Al suo editore dichiara:«...ho concepito un bambino con la mente e un bambino con la carne».

Copertina del volume Vertigo Hits - The Unwritten TP 10: Tommy Taylor e la Barca che Affondò Due Volte. Disegno di Yuko Shimizu. Edizione italiana RW-Lion (2014).

La prima storia comincia in alto mare dove i genitori Sebastian e Leona si trovano costretti a lanciare in mare il figlio neonato mentre la nave sta per affondare. Il piccolo Tommy è in una cesta in balia delle acque e di mostri marini, ma viene salvato da un enorme cetaceo (simbolo del Leviatano). Questi lo protegge nella sua bocca e lo porta a Eastbrooke, città portuale dove risiede la più prestigiosa delle scuole di magia e lo consegna a Shadrach Tulkinghorn, supremo Magister e massima autorità dell'Istituto, anche se questo risponde all'istituzione politica denominata Conclave. Il Magister nasconde a Tommy (inizialmente battezzato Thomas) la sua eredità in quanto figlio di due dei più potenti maghi esistenti. Mentre cresce lo ignora e lo mette a lavorare come sguattero nelle cucine, non può partecipare o assistere alle lezioni di magia che si tengono all'istituto. Il motivo è anche dovuto al fatto che Tommy sembra non possedere la Scintilla, quella luce speciale che accende l'anima di tutti coloro che vengono prescelti per diventare grandi maghi. Uno degli studenti modello è Peter Price, la cui madre rientra nel concilio dei 7, il gruppo di maggior potere all'interno del Conclave. Peter diviene amico di Tommy nonostante le differenze di classe sociale e di poteri. Nel mondo reale la controparte di Peter è Savoy. L'unica altra cara amica che l'orfano riesce ad avere è Sue Sparrow, figlia di una delle cuoche dell'Istituto, scelta da Tulknighorn in quanto depositaria della Scintilla. La sua controparte per Tom è Lizzie. Nonostante non abbia prospettive, Tommy frequenta la biblioteca, studia incantesimi, impara lingue arcane e apprende tutto ciò che è possibile sulla storia della Magia. La sua conoscenza è tale che aiuta negli studi Peter e Sue. Non demorde dall'insistere con il Magister per sapere quali siano le sue origini e perché sia stato portato alla Scuola. Quando ha un'età tra gli 11 e 13 anni (che non viene precisata), Tulkinghorn decide di rivelargli che è figlio di Sebastian Taylor e quindi il ragazzo apprende che i suoi genitori sono periti nel naufragio della Demeter. Riesce a scoprire che la nave avrebbe dovuto recuperare potente Magia Grezza dal Regno perduto di Lyonesse che in epoca antidiluviana era collegato al Regno di Albione, dove ora si trova la Scuola. Finora la nave non era mai stata recuperata in quanto il Magister Supremo riteneva che i Taylor l'avessero affondata di proposito in quanto portatrice di un grande pericolo. Il Conclave vuole però sapere se è possibile accedere ancora all'antica e potente magia di Lyonesse (denominata magia selvatica) e quindi si reca a Eastbrooke con i più potenti maghi e stregoni per compiere un incantesimo di riemersione. Tulkinghorn non può più opporsi e dopo oltre un decennio la nave viene fatta riemergere, il vascello si ferma però a diverse miglia dalla costa in quanto vi è una forza arcana che si oppone ai maghi del Conclave. Dietro a questo incantesimo si cela un antico vampiro dal nome Conte Ambrosio, già responsabile dell'affondamento della Demeter e ora arrivato a Eastbrooke in seguito al riemergere dell'imbarcazione. I timori di Tulkinghorn erano fondati, un male oscuro è stato risvegliato e sottomette alla sua volontà i 7 che governano il Conclave. Il Magister della Scuola viene fatto prigioniero in quanto il Conte crede che lui sappia come ottenere la magia selvatica che dovrebbe trovarsi sulla Demeter, ma non ha mai ritrovato, neppure con l'aiuto di Cetus, il re dei Mari. L'intera cittadina è devastata da un'orda di vampiri e molti dei suoi abitanti ne cadono vittima. In mezzo a questo caos arriva in soccorso Mingus, il famiglio di Sebastian Taylor il quale sembrerebbe essere stato vittima di un sortilegio del tempo, in conseguenza al quale ci ha messo anni (invece che giorni) per tornare a casa dopo aver lasciato la Demeter che affondava. Si tratta di un gatto femmina alato in grado di portare messaggi attraverso le sue piume, ma per essere letti devono essere staccati dal destinatario, è inoltre depositoria di poteri magici. Mingus riconosce Tommy come suo nuovo padrone e gli sta sempre a fianco, inoltre gli consegna con la bocca una delle sue piume. Quando il ragazzo la tocca e formula un'invocazione sembra cadere in uno stato di trance ipnotica. In questa condizione vede i suoi genitori che gli parlano della Demeter e di cosa deve fare una volta raggiunta la nave. Si scusano inoltre con lui in quanto gli hanno sottratto la Scintilla per operare un grande incantesimo, necessario per affondare il vascello e celare l'antica magia di Lyonesse al Conte Ambrosio. Tommy segue le istruzioni del padre e riesce a raggiungere la Demeter con un incantesimo di volo, aiutato da Peter e Sue. Una volta giunto sul ponte si reca al timone e lo impugna perché (come svelato dai genitori) è in quel legno che l'antica magia di Lyonesse è stata racchiusa mescolata alla Scintilla di Tommy. In questo modo solo lui ne avrebbe avuto accesso in quanto chiave vivente per accedere a quelle energie. Con quel gesto il ragazzo riottiene la sua Scintilla e la più potente magia conosciuta fluisce in lui. Con tale potere riesce a sgominare l'orda del Conte e a condurre fuori dal suo controllo i membri del Conclave ed altri cittadini. Il Vampiro è ancora però molto potente ed è in grado di attaccare Tommy, ma l'incantesimo gli si rivolge contro sfigurandolo. Questo è dovuto ad un'astuzia del giovane mago che, sulla Demeter, si è messo in tasca della terriccio ritrovato nella sua bara (rimasta lì dai tempi del naufragio), e la terra in cui riposano è uno dei punti deboli di ogni vampiro. Tommy non vuole uccidere Ambrosio, ma (inspiegabilmente) lo lascia andare facendogli promettere nell'antica lingua che non minaccerà più la razza umana. Il Conte lascia la scuola sconfitto, ma nelle future avventure di Tommy Taylor ritornerà come sua nemesi. Tale rivalità influenzerà di conseguenza il mondo reale in cui vive Tom e nel quale l'incarnazione di Ambrosio sarà la causa della morte di Wilson Taylor (il suo creatore letterario) e la trasformazione di Savoy in un vampiro.
Epilogo: Il Conclave vuole che Tommy ceda a loro la magia selvatica di cui si è impadronito, un tale potere (a loro dire) non può risiedere nelle mani di un ragazzino. Tommy non si fida però del Conclave e sa che il loro scopo è gestire la magia per mantenere il controllo sulla popolazione, la quale pensa di non averne diritto. Tommy non si lascia però intimorire e segue il suo intuito, invoca l'incantesimo Scintilla Spargo e tutta la magia selvatica (di cui è portatore) ricade sugli abitanti di Albione. In ognuno di loro si riaccende, come nei tempi antichi, la Scintilla. Ora chiunque può aspirare a diventare un potente mago, capace di forgiare e scegliere il proprio destino. I membri del Conclave sostengono che è una follia, tale potere può essere gestito solo da pochi, ma ormai è tardi, si sta aprendo una nuova epoca e questo grazie a Tommy Taylor e i suoi due compagni Peter e Sue.

### Apocalypse
(Mike Carey)
Premessa: Apocalypse è il capitolo conclusivo di The Unwritten e riprende la storia dopo gli avvenimenti in Orfeo agli Inferi. Il Leviatano sta morendo e Tom si trova a vagare tra mondi immaginari, ma il suo obiettivo di salvare Lizzie dall'Ade ha funzionato. Nell'impresa ha riportato indietro anche suo padre Wilson, i due fratelli Chadron e Leon, e Pauly Bruckner, insieme con Savoy. Tom non risale con loro, ma decide di sfruttare il mito di Orfeo per farsi catapultare in un viaggio attraverso altre realtà (nate da miti, sogni o storie) nella speranza di avere indicazioni su come salvare il Leviatano (l'entità metafisica che le ingloba tutte).

La metamorfosi della Cicala diviene simbolo della presa di consapevolezza di Tom. Copertina del volume "The Unwritten TP 11: Storie di Guerra", disegno di Yuko Shimizu. Edizione italiana RW-Lion (2015).

Dopo essere stato in un mondo dove vivono molti dei personaggi delle fiabe classiche (una realtà alternativa rispetto a quella raccontata nel fumetto Fables), si ritrova ad disorientato e confuso, scaraventato attraverso mondi immaginari. Tra questi quello della favola La cicala e la formica di Esopo, Il brutto anatroccolo di Andersen e la bizzarra realtà descritta nel romanzo Le avventure di Alice nel Paese delle Meraviglie. Qui si trova a discutere animatamente con il Cappellaio Matto durante l'ora del Tè. Il suo delirante interlocutore lo informa che quello che lui chiama mondo reale <<è morto ieri>> anche se non ha alcun senso separare mondi immaginari e mondo reale. Tom sostiene però di essere un individuo che arriva da una realtà che ha creato il Cappellaio (che quindi è quindi fittizio), anche se questo contraddice tutto ciò a cui Tom ha assistito finora, ma forse è confuso da ciò che lo circonda. Il Cappellaio gli fa notare che se quello è un mondo di personaggi immaginari lo è anche Tom in quanto è lì che si trova. Gli dà un ulteriore suggerimento: «...se ti trovi nel mezzo di una storia...devi proseguire verso la fine...o l'inizio»; solo così si può capire il proprio destino. Tom decide quindi di non fermarsi e persevera ad attraversare mondi immaginari fino ad arrivare al Bosco di Willowback, dove è ambientato il racconto che più amava da bambino. Quella è la storia su cui più ha fantasticato, e se continui a pensare ad una storia la tua immaginazione la rende più reale di ciò che ti circonda, tale da divenire uno snodo in cui la tua realtà tocca la storia ed è per questo da lì che Tom rivede la strada per e rientrare nel suo mondo d'origine. Si ritrova in una Trafalgar Square devasta, all'interno di una città che sembra avvolta in un incubo post-apocalittico. Lo accolgono Lizzie, Savoy, Leon e Chadron che si trovano lì su indicazione di suo padre, in quanto nel suo ultimo romanzo è il luogo dove Tommy Taylor risorge. Questi lo conducono dal padre attraversando una Londra dove ogni tipo di storia sembra essersi materializzata con una predilezione per le storie di guerra, da quelle fantasy con eserciti di orchi che si aggirano per la metropolitana a quelle ucroniche in cui i nazisti hanno invaso la capitale inglese, non mancano le distopie horror con gruppi voraci di zombie. Il gruppo raggiunge l'orfanotrofio Coverdale, dove si trova Wilson Taylor e che è stato scelto come luogo sicuro e difendibile da ciò che sta travolgendo il mondo. Wilson spiega a Tom che il Leviatano sta morendo per la ferita e si sono manifestati dei cuccioli della stessa specie che ne vogliono prendere il posto, si sono annidati nelle menti dell'umanità, come un parassita. Queste larve non si nutrono però delle storie, ma piuttosto mangiano quel terreno etereo dove le storie toccano la mente, ora ogni mondo immaginato e/o sognato diviene questo mondo, «ogni sogno è vero e ogni verità è infranta». Tom comunica al padre di aver scoperto che Pullman/Caino è rientrato in questo piano della realtà e gli si è manifestato come un albero di rovi. I soldati di questa Londra apocalittica lo chiamano Generale e probabilmente è lui che vuole trasformare la metropoli in un crogiolo di storie belliche. Tom è riuscito con l'aiuto dei suoi compagni a sconfiggere le sue guardie e a dargli fuoco, ma quello era solo un feticcio, l'entità antica che lo animava sta ancora tramando per eliminare definitivamente il Leviatano e portare l'Apocalisse in tutti i mondi. Wilson sembra intimorito da Wilson e considera un suicidio doverlo affrontare, da quando è tornato dall'Ade ha perso fiducia nel suo piano e nel suo stesso figlio da lui creato come un salvatore proprio contro le macchinazioni del suo immortale nemico. Tom decide quindi di rivolgersi altrove e, mentre dorme, si avventura nel labirinto della terra dei sogni. Riesce ad orientarsi grazie al suo famiglio Mingus e a un filo, arriva così in posto denominato Un luogo che l'uomo non frequenta. Qui vi è la dimora di Madame Rausche, la quale vive in un castello popolato da esseri umanoidi ricavati dal legno, si sta preparando a vivere in una realtà dove il Leviatano e la stessa umanità potrebbero non esistere più. Conosce però una possibile soluzione e risiede in un oggetto antico quanto la memoria dell'umanità e il cui (primo) nome con cui è stato chiamato è Maanim. Ha il potere di curare ogni essere (compreso il Leviatano) e riportare integrità in ogni cosa. Anche Wilson Taylor come molti altri hanno provato a cercarlo, ma non vi è mai riuscito ed è per questo che ha ripiegato sulla sua creatura letteraria Tommy Taylor. In scambio delle informazioni Tom dona parte del suo sangue per dare vita ai manichini di legno scolpita da Madame Rausche. Una volta svegliatosi è pronto a partire per la nuova ricerca, la parte finale del suo percorso.
Madame Rausche come unico indizio sulla ubicazione del Maanim ha rivelato che si trova nella Cappella Pericolosa (o più correttamente rispetto alla traduzione italiana: Cappella Perigliosa). Si tratta di un luogo che rimanda espressamente alle saghe del Ciclo Arturiano (o Ciclo Bretone). Si tratta infatti di uno dei possibili sacri edifici dove trovare il Graal. Wilson spiega al figlio Tom che il Graal è probabilmente un nome relativamente recente con il quale nella letteratura occidentale si è voluto denominare il Maanim le cui prime citazioni risalgono storicamente all'epoca Sumera. Inizialmente viene indicato come una tromba (o un tamburo) in possesso di Gilgamesh, uno dei primi grandi avversari di Utnapishim (ora conosciuto come Pullman). Gilgamesh fu disposto a scendere negli inferi (dove era precipitato) e a recuperarlo, dando origine alla più antico mito di morte e resurrezione. Con questo significato viene successivamente associato alla passione e resurrezione del Cristo. In epoca medioevale viene poi indicato come un vassoio, una tromba e infine un calice, frutto della descrizione datagli da alcuni popolari racconti del ciclo arturiano. Tom e la sua compagnia pianificano quindi di entrare in uno dei poemi cavallereschi del Graal e cominciare la ricerca verso il sacro manufatto. Il passaggio nel mondo immaginario del Ciclo Bretone avviene leggendo dei poemi del poeta inglese Alfred Tennyson. La compagnia è formata da Tom (trasfigurato in novello Re Artù), Wilson Taylor (nel ruolo di Merlino), Savoy (nel ruolo di Lancillotto), Lizzie (nei panni di Ginevra), Lion e la sorella (cavalieri della Tavola Rotonda). Il gruppo si ritrova all'interno di una realtà che ricalca un poema cavalleresco medioevale e questo condiziona il loro linguaggio, il vestiario e lo stesso atteggiamento, la ricerca del Graal ha così inizio ma, come da copione, bisogna superare prove e avversità. A fornirle è lo stesso Pullman che si trova nel luogo delle scale, una specie di dimensione/limbo (forse creato da Wilson a detta di Madame Rausche). Qui ha incontrato Pauly sotto forma di coniglio dopo che è riuscito a fuggire dalla prigionia in cui l'aveva recluso Wilson. Pullman non vuole affrontare direttamente Tom (divenuto Sir Thomas) in quanto all'interno di una storia che narra di cavalieri invincibili, avrebbe un netto vantaggio. Contamina quindi l'epopea dei suoi rivali con altri personaggi da opere simili quali un cavaliere nero (rivelatosi poi essere un redivivo Conte Ambrosio) e il Paladino Orlando del poema italiano Orlando Innamorato (di Matteo Maria Boiardo). Questi è infuriato contro Tom in quanto lo incolpa di avergli rubato l'amata Angelica. I due duellano e Orlando dovrebbe aver la meglio come combattente corpo a corpo (in armatura e spada) ma, distratto da Lizzie, viene sconfitto ma non ucciso dal suo avversario. Come ultima prova Pullman invoca due personaggi tratti dal poema epico La Regina delle Fate (The Faerie Queene in originale) di Edmund Spenser. Il primo è uno spirito demoniaco che si presenta come una giovane e seducente fanciulla (Ate o Armida) che crea scompiglio e gelosia nel rapporto tra Tom e Lizzie, il secondo è il gigante Orgoglio, un gigante peloso e affamato di carne (anche umana) che si posiziona a difendere il ponte che copre l'ultimo tratto prima di giungere alla Cappella Perigliosa. L'amore tra Lizzie e Tom vince i sotterfugi di Ate e WIlson/Merlino sconfigge Orgoglio con la sua potente magia druida. Tom e la sua compagnia entrano quindi nel sacro luogo del Graal al centro del quale vi è un altare sul quale il mistico oggetto si manifesta come la tromba utilizzata dal mago Tommy Taylor nei romanzi di Wilson. La trasmutazione del Graal in varie forme (da corno di caccia sumero a tromba di una saga fantasy) dipende da colui che lo possiede, Tom non fa parte dei poemi cavallereschi e quindi il Graal si è trasformato in un oggetto che facesse parte della sua storia. Pullman invia nella Cappella la strega Armida (dalla Gerusalemme liberata di Ludovico Ariosto) per impossessarsi della tromba e a portarla nel luogo immaginario di Eastbrooke, nel dodicesimo libro di Tommy Taylor. In questo capitolo della saga il Conte Ambrosio riesce ad impossessarsi del potente strumento magico ed è pronto a suonarne le sette note, generando un potente incantesimo che distruggere non solo quella storia, ma tutte le altre, compreso il Leviatano che ne è la rappresentazione metafisica. Tom si reca a Eastbrooke dove incontra il suo alter ego Tommy Taylor, il quale apprende di essere un personaggio immaginario, ma intuisce anche che non vi è distinzione tra immaginazione e realtà in quanto sono due dimensioni simbiotiche. Insieme ai loro compagni sembrano aver successo nel fermare il Conte Ambrosio, ma Pullman riceve l'aiuto inaspettato di Madame Rausche che con il suo potente incantesimo paralizza Tom, Lizzie e Savoy mentre l'immortale Caino/Pullman uccide Tommy, Peter e Sue, impossessandosi della Tromba. Ora può dare inizio all'atto finale dell'Apocalisse e trovare la sua stessa fine insieme a quella di tutte le storie, inclusa quella del genere umano.
Atto Finale: Il piano millenario di Pullman sembra avere effetto, il mondo che li circonda sembra svanire, comincia «la fine di una storia che è anche la fine di tutte le storie». Quello di cui lui e Madame Rausche non si sono accorti è che Wilson Taylor non è presente e che Bruckner ha deciso di tradire Pullman per ripulirsi dalle malefatte compiute e tornare nel mondo incantato di Willowbank Wood (da cui in passato aveva voluto fuggire). Tom e suo padre erano stati avvertiti dalle parole scritte in una grotta di quello che sarebbe successo e della vittoria dei loro avversari. Di conseguenza Bruckner, usando il gesso magico di The Tinker, ha aperto un portale che portasse Wilson a Londra. Qui si è messo subito a scrivere un nuovo romanzo, non su Tommy Taylor, ma su suo figlio Tom. Il titolo è The Unwritten (ovvero "ciò che non è stato scritto") e vi racconta la storia di come uno scrittore (lo stesso Wilson) abbia creato il maghetto Tommy usando il figlio come modello al fine di sconfiggere una cabala occulta che vuole dominare il mondo. Vi è l'intera storia del fumetto di Mike Carey e Peter Gross, ma questa volta riscrive il finale e dona al figlio il potere di liberarsi dal giogo di Madame Rausche e portare la monaca e Pullman a bordo della Pequod, nel romanzo di Moby Dick, l'unica storia in cui la Balena (simbolo del Leviatano) vince. Tom ha intuito che il potere accumulato dai due immortali, combinato con il suo saranno l'esca che attrae il grande cetaceo ferito e, come scritto da Wilson (parafrasando Melville), li divorerà. Si consuma quindi un sacrificio/incantesimo in grado di guarire il Leviatano e portare ad un totale reset di tutto quello che è accaduto, riscrivendo migliaia di anni di storia e miti. Personaggi come Pullamn, Madame Rausch, Tommy Taylor e tutti i suoi romanzi non sono mai esistiti se non nel racconto The Unwritten che però non viene pubblicato e la memoria della loro esistenza svanisce. Lizzie e Savoy vengono salvati perché Bruckner, su ordine di Tom, apre un portale che li porta al di fuori del mondo immaginario di Melville prima che siano divorati dalla Balena Bianca. L'umanità può così continuare a creare, immaginare e sognare storie che, attraverso il Leviatano, modellano la realtà stessa, ma senza le pericolose interferenze della Cabala o di un avversario antico e malvagio quale Pullman.
Epilogo: Nella nuova realtà "riscritta" non vi è memoria di Tom/Tommy Taylor, di Pullman, Madame Rausche, la cabala e gli eventi che li hanno intrecciati. I personaggi protagonisti che sono rimasti oltre questa storia sono:
- Wilson Taylor: uno scrittore fallito che vive con la moglie Sue che sembra soffrire di depressione. Tenta di vendere il suo romanzo The Unwritten, ma non ci riesce in quanto viene tacciato come un plagio di Harry Potter e infarcito eccessivamente di elementi meta-narrativi[14]. Wilson però si ricorda del figlio Tom e di tutto quanto è accaduto in quanto era la premessa del perché potesse riscrivere la storia del suo mondo attraverso The Unwritten[14].
- Richie Savoy: giornalista di successo, passa alla storia come primo vincitore del Premio Pulitzer che non ha mai scritto un articolo per la carta stampata, ma solo per siti internet. Ottiene il prestigioso riconoscimento per un articolo dal titolo Inside Man dove svela le condizioni di vita disumane del carcere francese di Donostia[14].
- Lizzie è una studiosa di letteratura che si interessa della nuova epica moderna ovvero i fumetti ed è particolarmente interessata alle opere della fumettista Miriam Walzer, creatrice di un dei primi super eroi. Inoltre è particolarmente interessata al metatesto presente nelle sue opere e di come la Walzer fosse convinta che siamo tutti dei personaggi all'interno di una storia[14]. Come assistente Lizzie sceglie Daniel Armitage, giovane dottorando in letteratura. Nella precedente realtà era invece stato ingaggiato dalla cabala e dopo aver aiutato Tom era di nuovo caduto sotto l'influsso di Pullman[14].
- Pauly Bruckner è tornato a vivere nel mondo immaginario di Willowbank Wood dove ha ripreso le sembianze del coniglio Mister Bun. Qui vive felice con i suoi amici animali antropomorfi[14]. Il percorso di redenzione dell'efferato criminale si è quindi compiuto, il suo personaggio sembra dimostrare la possibilità di riscrivere il proprio destino se si ha la ferrea volontà di modificare le proprie attitudini[14]. Bruckner è passato dall'essere un sicario della cabala, ad un irritante coniglio di un racconto immaginario, Il nuove Signore dell'Ade, un alleato del Diavolo/Pullman, un anti-eroe di The Unwritten per poi divenire protagonista di una mondo da favola.
- Claude-Louise Chadron: non si è mai trasformato nel Conte Ambrosio, ma è ancora il governatore del carcere di Donostosia vicino al quale vive con la sua famiglia[14]. Stando all'articolo di Savoy è però un crudele gestore della sua prigione[14]. In lui è rimasta quella parte oscura che ha alimentato la nemesi vampiresca di Tom/Tommy Taylor.
- Tom Taylor ha compiuto la missione per la quale è stato concepito e il suo sacrificio lo ha cancellato dalla realtà. Il suo ricordo pare sopravvivere solo nel padre il quale però non vuole darsi per vinto[14]. Wilson Taylor conosce l'esistenza di un'infinità di altri mondi (tutto ciò che si può immaginare, può esistere). La storia si conclude con Wilson che accede tramite un passaggio segreto al limbo costituito da una successione senza fine di scale[14]. Pare che lo abbia immaginato (e creato) lui stesso e ora si imbarca in una ricerca (forse vana) del figlio Tom, che crede che possa essere sopravvissuto in un qualche mondo o dimensione.

## Personaggi
Le Dramatis personae di The Unwritten sono:
- Tom Taylor, un trentenne figlio dello scrittore Wilson Taylor che si è ispirato a lui per creare il protagonista dei romanzi del mago teenager Tommy Taylor[19]. Franchise letterario di maggior successo al mondo, ha catapultato suo malgrado Tom al centro dell'attenzione mediatica e lo ha reso un simbolo per i fan della sua controparte fittizia[2]. Le sue origini e i suoi natali rimangono però avvolte nel mistero[2]. La sua vita è sconvolta nel momento in cui una misteriosa Cabala lo vuole morto[19]. Si tratta di un gruppo occulto che vuole rafforzare il suo potere sul mondo e la struttura stessa della realtà tramite la manipolazione della letteratura, dei miti e delle storie di fantasia in genere[19]. Tom è un'arma vivente creata dal padre per poter contrastare i loro piani, ma è necessario che prenda consapevolezza del suo potere[4]. Tale potere deriva dal processo di ontogenesi creato dal padre il quale ha creato un legame tra lui e la storia del giovane mago Tommy Taylor, la cui interfaccia è rappresentata dall'entità nota come Leviatano, una matrice che contiene e codifica tutte le storie, pietra angolare della struttura stessa della realtà. Tom nasce il 5 maggio a Villa Diodati, lo stesso giorno in cui il padre ha previsto di distribuire il primo romanzo di Tommy Taylor[13]. Nella stessa dimora, nei mesi precedenti ha completato la stesura del manoscritto originale[13].

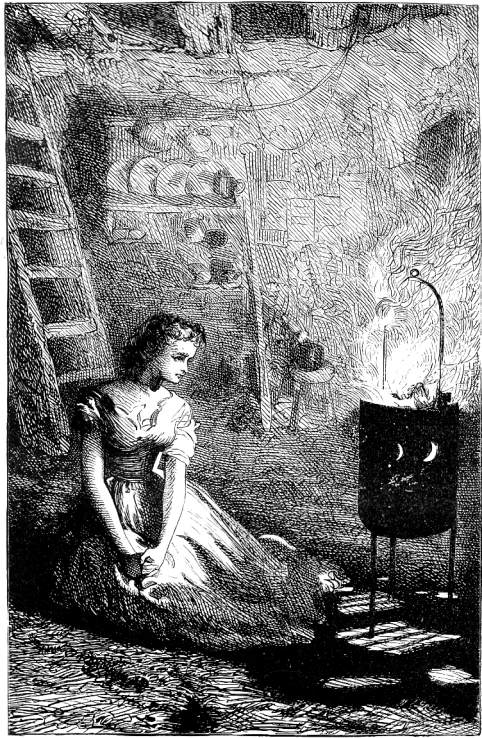
Lizzie Hexam da un'illustrazione d'epoca dell'opera di Charles Dickens. Artista: Marcus Stone.

- Lizzie Hexam: coetanea di Tom, crede fermamente che lui sia il personaggio fittizio Tommy Taylor incarnatosi in una persona reale[19]. Mandata dal padre per aiutarlo e proteggerlo, sembra capace di comunicare con Wilson Taylor attraverso qualsiasi tipo di libro che lei apre dopo aver posto una domanda. Ciò che compare sulla pagina è la risposta dello scrittore[3]. Non sembra affatto stupita di vedere personaggi inventati quali Mingus apparire nel mondo reale, è quindi a conoscenza di una relazione tra fantasia e realtà sconosciuta alla maggior parte delle persone[19]. Lizzie sostiene di essere una studentessa presso l'University College London, ma quando Tom prova a indagare non esiste nessun iscritto con quel nome[2]. Gli viene però fatto notare che Lizzie Hexam è un personaggio creato da Charles Dickens per il romanzo Il nostro comune amico[2]. Il suo vero nome è Jane Waxman e ha vissuto in un orfanotrofio e poi in una clinica psichiatrica[4]. Da ragazza è stata presa in affidamento da Wilson Taylor che gli ha creato la finta personalità di Lizzie Hexam e l'ha istruita ai segreti che legano la nostra realtà alle opere di fantasia[4]. La sua missione è quella di incarnare nel mondo reale la compagna d'avventure di Tommy Taylor, ovvero Sue[4]. Spetta a lei il compito di condurre Tom nella missione per cui il padre lo ha cresciuto. Questo obiettivo gli ha dato fiducia e una stabilità psicologica che non aveva mai avuto prima[4].
- Richie Savoy: giornalista pronto a tutto pur di riportare una storia che gli cambi la vita e la carriera[19]. Per far questo è stato disposto a farsi rinchiudere in cella con Tom Taylor e seguirlo durante i rischiosi e imprevedibili avvenimenti seguiti alla loro fuga da Donosia[3]. Il suo obiettivo è infatti scoprire (e raccontare) chi sia Tom (o Tommy) Taylor e quale sia il complotto che sembra aver stravolto la sua vita[19].
- Wilson Taylor: scrittore tra i più famosi al mondo, è colui che ha ideato la saga Tommy Taylor, creando una serie di romanzi best seller con un successo senza precedenti[3]. In passato ha fatto parte di una misteriosa cabala che vuole controllare il mondo attraverso la manipolazione delle storie e dei miti. Ne è uscito per combatterla e a questo fine ha creato il suo celebre personaggio[4]. Brillante scrittore e uomo senza scrupoli non si è fermato di fronte a nulla per affrontare la cabala, ha plasmato la vita di suo figlio Tom, mentendogli sulla sua vera madre e mettendolo in prima linea contro persone molto potenti e influenti[19]. Il suo motto e monito è: «Tutti i mondi che sono stati mai sognati (o immaginati) [...] sono tutti qui (nella nostra realtà)»[19]. Questa conoscenza gli si è rivelata durante la sua partecipazione come soldato di fanteria durante la prima guerra mondiale[20]. Wilson Taylor non è infatti il suo vero nome e la sua età non è quella che dimostra e dichiara quando diviene uno degli scrittori best seller degli ultimi decenni[20]. Nei suoi diari scrive di essere nato il 7 gennaio 1895 e non è quindi un uomo sulla cinquantina, ma è ultracentenario[20]. La svolta della sua vita arriva nella Grande Guerra quando si accorge che le storie inventate dai soldati per passare il tempo spesso si concretizzavano in luoghi e situazioni reali[20]. Will capisce che quelle lande desolate dove la terra si mescola con milioni di cadaveri sono: «la morte dei vecchi miti e delle vecchie religioni, dissanguati per niente in un posto terribile», ma allo stesso tempo sono un terreno fertile su cui nascerà la (macabra) storia del nuovo secolo[20]. Dopo essere condannato a morte per non aver eseguito gli ordini, ha la visione del Leviatano (sotto forma di un enorme pesce) e nei suoi occhi intravede la sua vera natura, quale è la Fonte e il bacino di tutte le storie, il vero potere che genera e si nasconde sotto l'illusione di quel mondo che definiamo realtà[20]. Viene quindi miracolosamente salvato da un bombardamento che gli permette di fuggire dalla prigione militare e viene portato lontano dal fronte grazie all'intervento di Anna Rausch che sostiene di essere lì per volere del Leviatano[20]. Will, divenuto immortale, intuisce di dover adempiere a un destino fuori dal comune. Nella seconda metà del ventesimo secolo assume il nome di Wilson Taylor[20].
- Pullman: viene introdotto come il principale sicario della cabala, anche se il suo ruolo all'interno dell'organizzazione non è solo quello di semplice esecutore dei voleri dei membri del consiglio. Si tratta infatti del (probabile) vero fondatore e ideatore dei progetti portati avanti dalla cabala[8]. Pullman è immortale, a suo dire ha 7000 anni e il nome con cui è stato conosciuto inizialmente nella tradizione giudaico-cristiana è Caino[8]. La sua storia che lo vede uccidere il fratello Abele, è diventata uno dei primi miti dell'umanità e in seguito fondamento di credenze religiose[8]. Tale racconto lo ha messo in contatto con il Leviatano (conosciuto dai sumeri come Abaddon) che, attraverso l'immaginazione di tutti coloro che lo hanno creduto il primo assassino, lo ha condannato (a suo dire) a vivere una vita fondata sul sangue e il potere[8]. Si tratta quindi di uno dei primi esseri umani a capire il valore delle storie e dei miti nel creare e plasmare l'inconscio collettivo dell'umanità (rappresentato dal Leviatano) e si è inizialmente adoperato per sfruttare tale conoscenza a suo vantaggio[8]. Di lui si trovano tracce nei testi sumeri con il nome Utnapishtim, che cerca di fermare il re di Uruk Gilgamesh dal creare la prima forma di scrittura. Gilgamesh, dopo un incontro/scontro con Abaddon intuisce la natura di Utnapishtim e lo caccia dal suo regno amputandogli la mano destra. Nei testi più antichi è anche indicato come Atraḫasis, il Re di Šuruppak che sopravvisse al Diluvio universale e al quale gli Dei garantirono l'immortalità. In realtà sono i miti e le storie condivise su di lui che lo hanno privato della morte condannandolo ad una vita dove rappresenta perennemente il ruolo dell'antagonista malvagio e sanguinario. La sua immortalità è quindi una maledizione a cui vuole porre fine e ci può riuscire uccidendo il Leviatano, il simbolo metafisico che racchiude tutte le storie (e il loro potere). Dai diari di Wilson si apprende che dal 221 a.C. è al servizio del primo imperatore della Cina unificata Qin Shi Huang, per il quale distrugge e brucia migliaia di testi raccolti nelle biblioteche delle Cento scuole di pensiero[21]. Quindi sovraintende all'esecuzione del tremendo editto sul Rogo dei libri e Sepoltura degli eruditi[21]. Si perde per sempre la conoscenza, filosofia, miti e racconti accumulati nei secoli precedenti in Asia[21]. Non è poi da escludere che vi sia lui dietro la distruzione delle antiche biblioteche o di diversi testi andati perduti[21]. Il suo scopo è da sempre quello di controllare le storie che vengono diffuse, proponendo alle masse una narrazione della realtà da lui strettamente supervisionata. Difatti è il massimo potere a cui si può aspirare in quanto plasma il mondo in cui viviamo.
- Madame Rausche, nata come Anna-Elisabeth Troller nella prima metà del settecento all'interno del Regno di Prussia[22]. Faceva parte di una famiglia aristocratica e sin da piccola ha subito abusi da parte del padre Friedrich. Per estraniarsi dalla drammatica situazione familiare passa il suo tempo in stanza giocando con dei burattini e creando storie immaginarie che li vedono protagonisti[22]. La sua fervente immaginazione la mette in contatto con il Leviatano e presto scopre che attraverso i suoi burattini riesce a manipolare le persone (a cui somigliano) inserendoli in storie che poi si manifestano nella realtà[22]. Utilizzando queste capacità salva la vita a un soldato prussiano condannato a morte per insubordinazione e questi la porta con lui, consapevole di che cosa aveva subito dalla sua famiglia[22]. Lei prende il suo nome che diviene quini Anna-Beth Rausche[22]. La consapevolezza del potere delle storie sulla realtà la rende immortale e diviene una pedina importante per la stessa cabala che cerca di usarne le capacità. Madame Rausche non vuole però affiliarsi con questa nuova élite che aspira a dominare il mondo e attualmente fa parte di un ordine monacale[22]. In più di un'occasione sembra favorire Tom e i suoi amici nelle loro imprese. Inoltre è stata la prima mentore di Wilson Taylor in quanto lo va a soccorrere quando era ancora un giovane soldato dell'esercito britannico durante la Prima Guerra Mondiale[20]. Il suo nome era ancora Will Tallis e proprio durante le terribili carneficine di quel conflitto comincia a divenire consapevole che le storie in cui ci si rifugia (per sfuggire agli orrori della guerra) spesso si materializzano sulla realtà[20]. Madame Rausche favorisce la sua diserzione e gli rivela dell'esistenza del Leviatano e di come loro due (e la loro immaginazione) siano stati prescelti[20]. Lo avvisa anche di una presenza molto antica che vuole distruggerlo, una nemesi che si contrappone al potere delle storie e dei miti, ovvero colui conosciuto (nel presente) come Pullman[20].
- Miriam Walzer: fumettista attiva a New York nella prima metà degli anni trenta[7]. Con lo pseudonimo di Milton Jardine (suo vicino di casa) crea il personaggio a fumetti The Tinker, inizialmente pubblicato come strip suoi quotidiani e poi arrivato a meritarsi una pubblicazione in albo (o comic book), nato come raccolta di diverse strisce e successivamente di materiale inedito, creando così il formato tipico dei fumetti[7]. Miriam crea il prototipo di quello che sarà il futuro supereroe, punto di riferimento del mainstream dei comic book statunitensi nei decenni successivi e pietra angolare della Golden Age. L'autrice, grande appassionata anche del genere Pulp, intravede l'enorme potenziale di queste nuove forme di letteratura[7]. Miriam afferma:«Il futuro è il pubblico che legge e guarda queste cose (fumetti, racconti pulp e romanzi tascabili)...un milione di persone che sognano tutte lo stesso sogno. Sogni che saranno ancora lì quando si svegliano...è quel che voglio fare, penso. Raggiungere la mente delle persone e dipingerci dentro dei sogni»[7]. Wilson Taylor la incontra e se ne innamora in questo periodo, rimasto affascinato dalla cultura e dalla libertà creativa della donna. Si rende però conto della pericolosità delle sue storie per i progetti della Cabala, ma decide di salvarla, intravedendo nella visione dell'autrice la possibilità di reagire ai suoi padroni[7]. Miriam rimane incinta di Wilson, ma viene ingiustamente incarcerata per l'omicidio di Milton Jardine, grazie alle interferenza di Pullman e lo stesso Wilson[7]. Il 3 aprile 1935 dà alla luce un figlio nato morto e poi resuscitato, lo battezza Milton Junior[7]. Vine dimessa in quanto madre e gravemente malata di cancro[7]. Nel 1944 vede per l'ultima volta Wilson al quale raccomanda di prendersi cura del bambino dopo la sua scomparsa. Lo continua a disprezzare in quanto non crede ai suoi propositi di ribellione alla Cabala e dal momento che non l'ha mai difesa pur essendo il vero colpevole[7]. L'incontro tra i due ha però profondamente cambiato Wilson Taylor, mettendo in moto un processo che porterà all'ontogenesi biblica di Tommy Taylor[7].

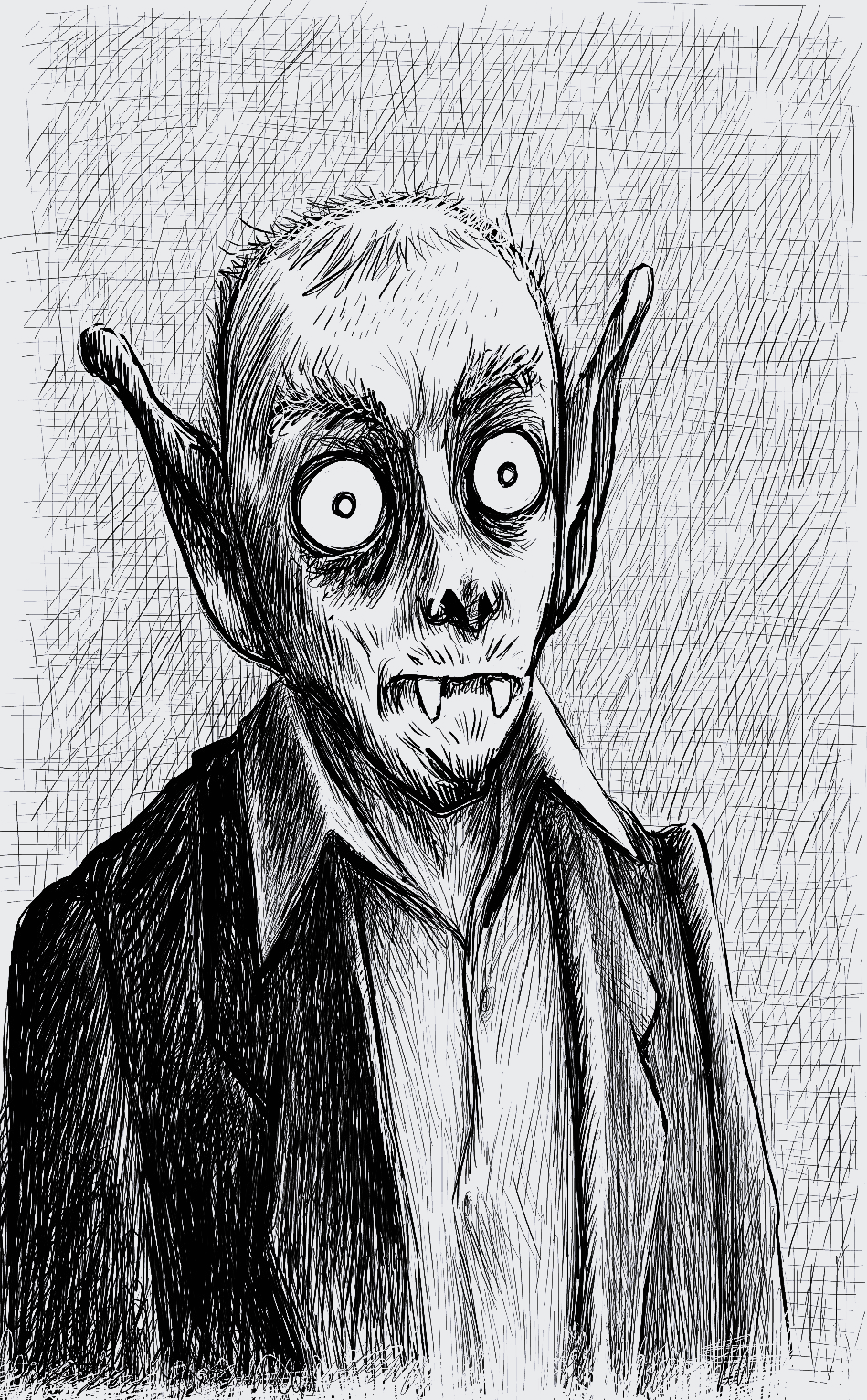
Le sembianze del Conte Ambrosio riprendono quelle del vampiro "Nosferatu" dell'omonimo film di Murnau del 1922. Qui viene rappresentato in una caricatura di un fumettista francese di Place du Tertre.

- Conte Ambrosio: è un vampiro che nasce nei romanzi di Tommy Taylor e rappresenta la sua nemesi letteraria. La sua esistenza non si limita però al piano dell'immaginazione, ma come altri personaggi del mondo narrativo di Wilson Taylor arriva a manifestarsi nel mondo reale. La sua incarnazione avviene nel corpo del direttore del carcere di Donostia, ovvero Claude-Louise Chadron. Si tratta di una persona sadica e severa nei confronti dei detenuti e ha due figli (Sara e Leon) appassionati dei romanzi di Tommy, ogni sera gli legge dei brani tratti da quelle opere. Rimane alquanto turbato dall'arrivo nella sua prigione di Tom Taylor e quando il celebre detenuto riesce a fuggire durante un incendio (sventando il piano di Claude di ucciderlo), sua figlia e suo figlio periscono tragicamente. Erano accorsi sul luogo per salvare il loro eroe Tom che nell'immaginario collettivo è da molti considerato il "vero" mago protagonista dell'epopea concepita da Wilson. Il motivo per cui Claude cova odio per Tom è che lo crede colpevole degli omicidi di Villa Diodati e il fatto che sia idolatrato da milioni di lettori (inclusa la sua progenie) lo rende furioso. Il trauma nel vedere la morte dei figli, per colpa (a suo pensare) della fuga di Taylor lo porta ad essere il vicolo ideale nel quale la concezione letteraria di Ambrosio si può manifestare e perseguire il compito per la quale è stata creata. L'idea che simboleggia la figura di Ambrosio è immortale in quanto è la rappresentazione di qualcosa profondamente radicato nell'animo umano, rappresenta la parte di noi che vuole seguire gli istinti più viscerali ed egoistici, senza rimorso o altruismo[23]. Il fatto che sia raffigurato come un essere che succhia il sangue (energia vitale) dagli esseri viventi ne rappresenta la natura parassitaria, distante da ogni forma di coscienza o ragione[23]. Il Conte è immortale e apparentemente invincibile in quanto trasfigura il male di cui può essere capace l'essere umano[23].
- Pauly Bruckner: circa trent'anni fa era uno dei più brutali sicari della Cabala. Nelle sue missioni veniva affiancato da un compagno che coprisse le tracce dei suoi atti efferati. Quest'ultimo è Lucas Filby colui che è colui che si è poi ricreduto e ha fondato la Chiesa di Tommy dopo essere stato per anni presidente di un suo fan club. L'ultimo compito che viene dato a Bruckner è quello di andare a Villa Diodati per impossessarsi della mappa che stava stilando Wilson Taylor e possibilmente eliminarlo visto il pericolo che poteva creare attraverso i suoi romanzi su Tommy Taylor. Filby sostiene che non fu Pullman ad andare in prima persona perché cominciava a temere Pullman e il potere/conoscenza che stava acquisendo. Infatti persino Bruckner pare non avere la meglio su Wilson, ma a questo punto entra in gioco Tom ancora in età pre-adolescenziale e volendo salvare il padre o forse lo stesso assalitore attinge inconsapevolmente al suo potere e imprigiona Bruckner all'interno del romanzo per bambini dal titolo Willowbank Tales dove si ritrova a impersonare un coniglio bianco. Dopo anni riesce a fuggire solo per trovarsi in uno strano limbo costituito da un labirinto infinito di scale. Alla fine ne esce grazie all'intervento di Tinker (alter ego di Milton Walzer Junior) che lo estrae da un cilindro. Si ritrova ora nel mondo immaginario trasformato in una landa desolata e con i suoi personaggi in fuga da un'onda che sta per travolgere quei luoghi. Milton sta vagando per quelle storie alla ricerca del regno dei morti dove spera di incontrare la sua amata. Miracolosamente Bruckner torna nella sua forma umana e quando tenta di impossessarsi della borsa magica di Tinker, involontariamente lo uccide. In quell'istante viene travolto dall'onda deflagrante che sta attraversando i mondi immaginari e Bruckner si ritrova all'interno del Nulla, circondato da una luce bianca che sembra estendersi all'infinito. Anche questa volta però la fortuna giocherà dalla sua parte e si ritroverà faccia a faccia con Tom nell'Ade. Si tratta indubbiamente di uno dei personaggi più caparbi, feroci e temibili dell'intera storia a fumetti di Mike Carey e Peter Gross.

## I luoghi letterari
In The Unwritten gli avvenimenti della storia spesso si svolgono in luoghi resi celebri dalla letteratura o dagli scrittori che vi hanno soggiornato. In questi posti spesso la storia è stata modificata o plasmata dai miti letterari che vi sono stati creati. Nella serie a fumetti i luoghi più significativi sono contrassegnati su una mappa che Tom trova nell'ufficio del padre a Villa Diodati, nei suoi diari o negli archivi della cabala.
- Villa Diodati: si trova a Chemin de Ruth a Cologny in Svizzera, non distante da Ginevra[24]. Il luogo è diventato leggendario nella storia della letteratura a partire dal 16 giugno del 1816[24]. Quella sera vi erano riuniti Lord Byron, il suo medico John Polidori, il poeta Percy Bhysshe Shelley, la sua futura moglie Mary Wollstonecraft (divenuta poi celebre come Mary Shelley), e la sua sorellastra Claire Clarimont (amante di Byron)[24]. Lord Byron propone che ognuno scriva un racconto del terrore da raccontare agli altri nelle sere successive. Le storie più significative partorite in quei giorni sono il vampiro Lord Ruthven di John Polidori, antesignano di ogni altra creatura simile e fonte di ispirazione per Bram Stoker e il suo Dracula, pubblicato nel 1897[24]. L'altro racconto memorabile è Il Moderno Prometeo della futura Mary Shelley che crea così l'immortale mito del mostro di Victor Frankenstein[24]. Gli studiosi di letteratura affermano che quel giugno del 1816 a Villa Diodati si sono create le storie fondamentali per la nascita della letteratura gotica[24]. Mike Carey, autore di The Unwritten, pone la Villa come luogo in cui Wilson Taylor ha creato il personaggio di Tommy Taylor e i suoi romanzi più importanti[2]. Da qui hanno di fatto inizio anche nel mondo reale le peripezie che sconvolgeranno la vita del suo presunto figlio Tom[2].

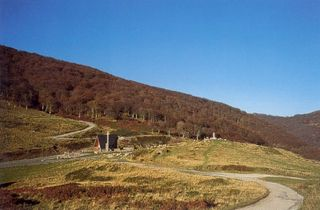
Il Passo di Roncisvalle, luogo reso celebre dalla Chanson de Roland (foto del 2007).

- Roncisvalle: la prigionie di Donosia in Francia si trova vicino al passo dei Pirenei dove si è svolta nel 778 la Battaglia di Roncisvalle. Il fatto storico serve da base per il celebre poema cavalleresco Chanson de Roland[3]. Nel racconto si racconta del sacrificio della retroguardia dell'esercito carolingio a causa di un attacco a sorpresa dei musulmani[3]. Orlando è rappresentato come il paladino incarna gli ideali cavallereschi e cristiani, pronto a dare la vita per avvisare l'esercito del suo imperatore[3]. Tom spiega a Savoy che il poema cavalleresco ha manipolato i fatti accaduti per creare un mito che fosse alla base dei racconti cavallereschi dell'epoca, necessari per creare un sentimento anti-islamico e rafforzare la figura di Carlo Magno come necessario e indiscusso sovrano (e/o dittatore) dell'Europa continentale[3]. Durante il periodo in carcere Tom e Savoy hanno la sensazione di intravedere la mitica figura di Orlando che suona il suo olifante[3]. In effetti sta arrivando per loro una grande minaccia, rappresentata dai sicari inviati per uccidere Tom[3].
- Merlin's Cave a Islington (Londra): si trova in un parco dove si dice ci fosse un antico sito dei Druidi, denominato Penton[4]. Alcune tradizioni vogliono che nel sotterraneo che qui si trova, sia stato sepolto o imprigionato il mago Merlino per opera di Nimue, al fine di sottrargli i suoi poteri magici[4]. Da notare che questo è uno dei 23 luoghi del Regno Unito che reclamano di essere la Grotta di Merlino[4].  In realtà questo sotterraneo è un tunnel della vecchia rete fognaria, ma quello che importa è il mito che ha plasmato il significato e l'importanza di questo luogo. Non è un caso che in questa Merlin's Cave Wilson incontra Tom (dopo diversi anni) e gli consegna la bacchetta magica Glitterspar, oggetto simbolico del vero potere che risiede nel figlio[4]. Tra l'altro, proprio in questa grotta, Wilson Taylor, padre e mentore di Tom, viene ucciso da Pullman[4]. Sorta analoga o similare a quanto successo in quel posto a Merlino, almeno stando ad alcune fonti[4]. In ogni caso dopo questa esperienza Tom comincia a prendere consapevolezza del proprio destino e di quanto il personaggio di fantasia Tommy Taylor sia indissolubilmente legato alla sua esistenza[4].

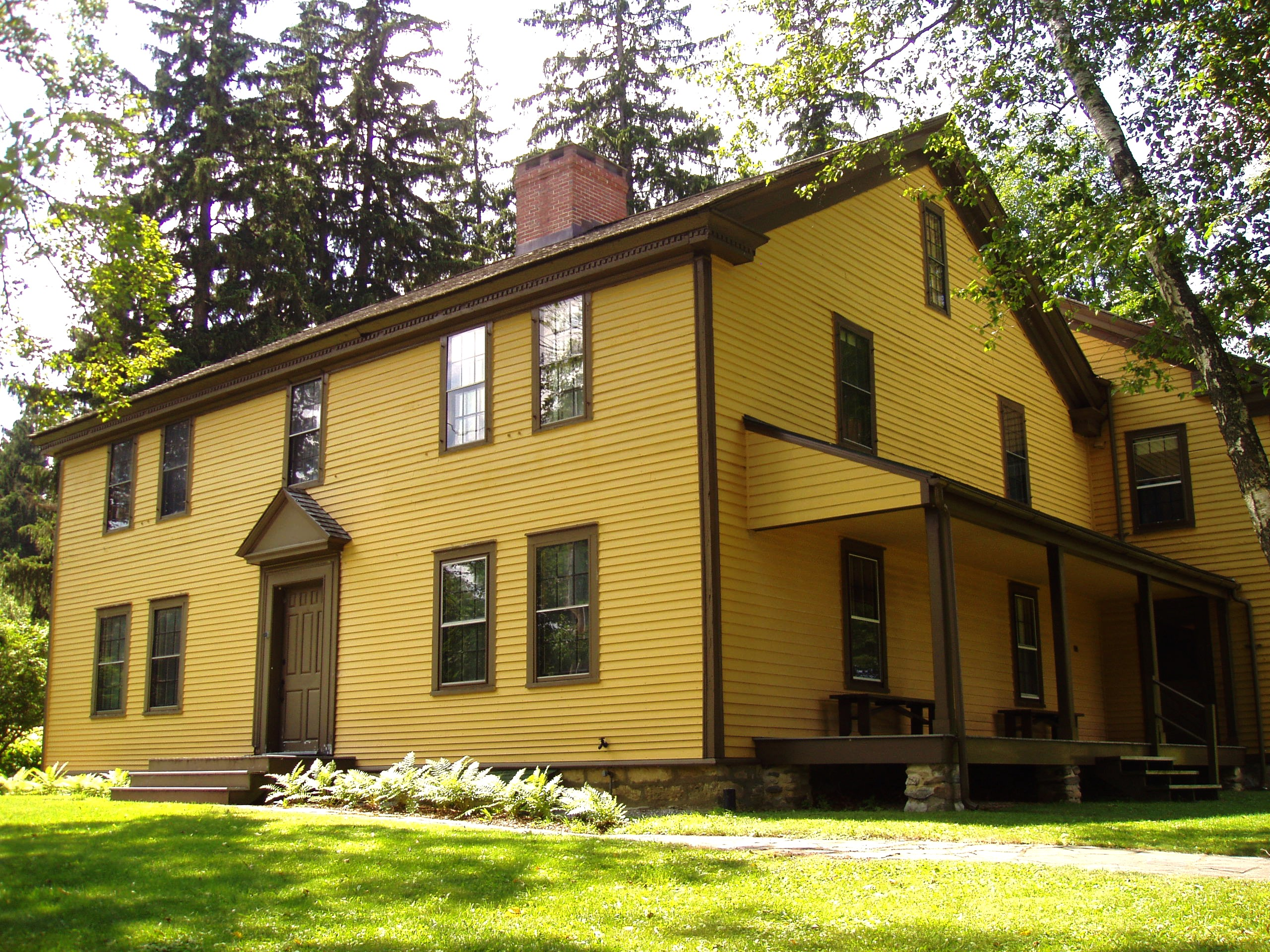
Arrowhead, a Pittsfield (Stati Uniti), la dimora dove Melville compose il suo capolavoro Moby Dick (foto del 2006)

- Arrowhead a Pittsfield (Massachusetts): dimora dello scrittore Herman Melville che la comprò nel 1850 e vi soggiornò per 13 anni[5]. Questi sono stati gli anni più prolifici della sua carriera. Oltre al suo romanzo più celebre, ovvero Moby Dick, qui compose Pierre e Israel Potter[5]. Il suo capolavoro sulla caccia di Achab alla Balena Bianca è riconosciuto come un classico fondamentale della letteratura mondiale[6]. Ancora oggi viene letto da milioni di lettori e riceve diverse trasposizioni in altri media, quali cinema e televisione. Difatti Wilson Taylor indica sulla sua cartina questo luogo come il fulcro per attingere alla Sorgente[5]. Questa rappresenta una vasta fonte di energia che è alla base dei poteri a cui può attingere Tom per combattere le forze occulte che manipolano la realtà[5]. La fonte di tale sorgente è quello che viene definito da Mike Carey come inconscio narrativo e sulla mappa è rappresentato da una balena. Istintivamente Tom e i suoi due compagni la identificano con Moby Dick, ma in realtà è un simbolo che rappresenta un Leviatano, una creatura che viene più volte ripresa nella mitologia di diversi popoli e trova una sua valenza anche nella storia della filosofia e sociologia[5]. Tom arriva infatti a comprendere che tale figura rappresenta il potere delle masse nel senso inteso da Thomas Hobbes nel suo libro Leviatano, dove però la creatura svetta come massimo potere politico sugli individui che cedono a tale entità la loro libertà di scelta in cambio di guida e protezione[25]. Il padre di Tom ha però capito che è l'immaginazione dell'individuo a generare il vero potere sulla realtà in quanto capace di determinarne la storia e la struttura (così come la percepiamo); a questa vasta fonte Tom deve attingere con i suoi strumenti magici (veicoli esterni) e volontà (veicolo interiore)[5].
- Uruk, antica città sumera situata nella Mesopotamia meridionale,

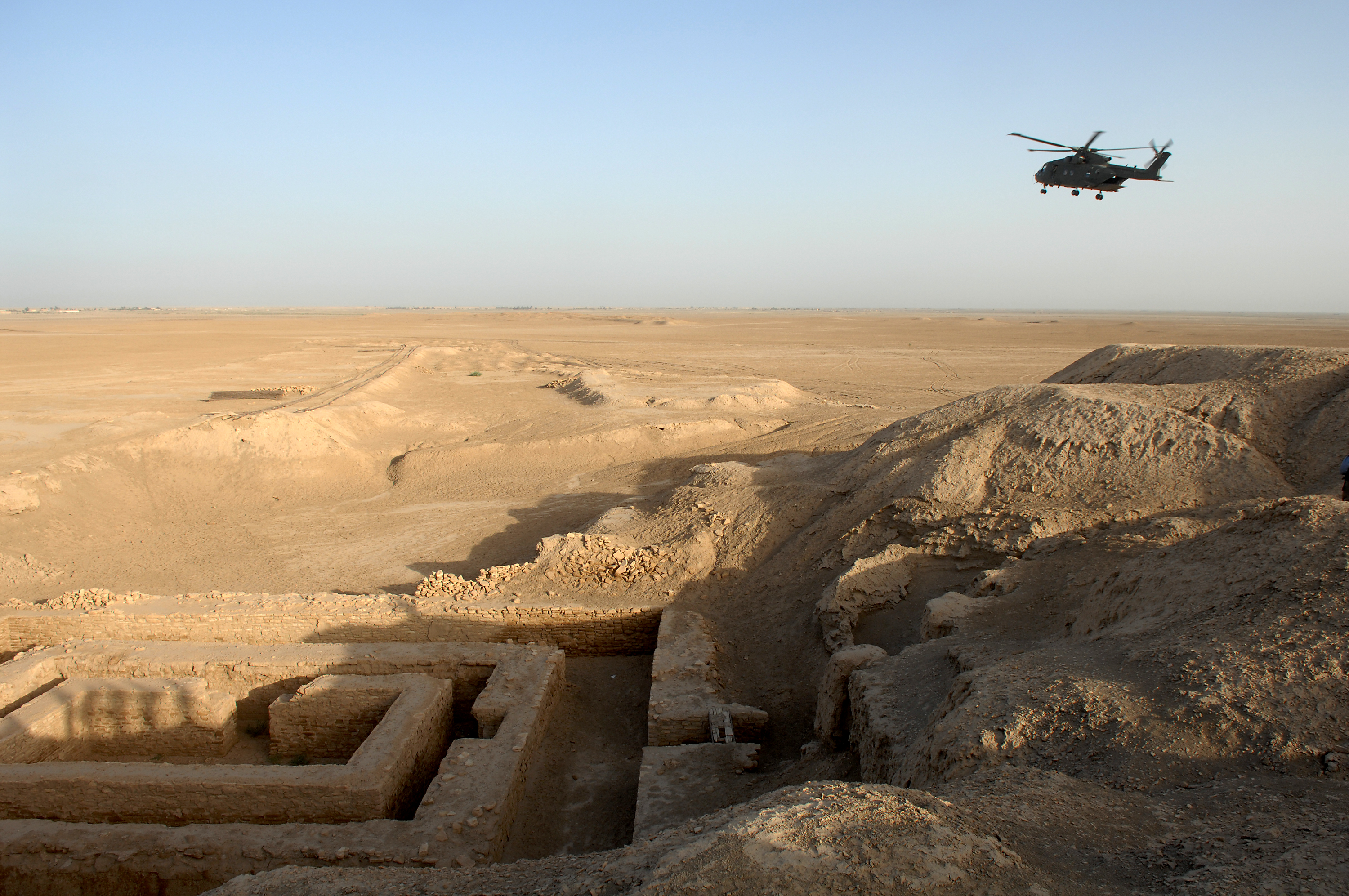
Sito archeologico dell'antica Uruk, nell'attuale Iraq (foto del 2008)

l'attuale Iraq. Stando ai miti e ai ritrovamenti archeologici è il luogo dove comparve la prima forma di scrittura, ovvero la scrittura cuneiforme, trasposizione su tavolette di argilla della lingua sumera attraverso centinaia di caratteri diversi. Stando al mito e quanto riportato nella storia della cabala, fu il re Gilgamesh a voler creare questa nuovo sistema per tramandare storie, idee e miti del suo popolo. Tale invenzione avviene dopo che Gilgamesh, salva il suo popolo da un immenso diluvio in quanto viene avvisato dell'imminente catastrofe da un uomo che si dice immortale dal nome Utnapishtim. Sopravvissuto migliaia di anni, nel presente è conosciuto come Pullman, il sicario della cabala di cui è anche il manovratore occulto. L'aiuto che porta al re di Uruk è dovuto al fatto che Gilgamesh è famoso per essere l'uccisore di mostri e le storie che sono raccontate su di lui e la sua invincibilità lo hanno reso molto potente. Utnapishtim vuole che, terminato il diluvio, affronti il Leviatano e lo uccida in quanto lo dipinge come una minaccia per gli uomini. L'essere, conosciuto in antichità come Abaddon, è il legame antico che esiste tra il mondo della materia e quello dello spirito, la sua forza deriva dalle parole (o storie), definite come <<spirito emesso attraverso la materia, pesanti e sottili insieme>>. Quando Gilgamesh si trova di fronte al Leviatano ha un'illuminazione e comprende il vero potere delle storie e dei miti, strutture narrative originate dallo spirito e capaci di modellare la realtà attraverso le credenze dei popoli. Nella sua saggezza non uccide il Leviatano, ma trancia la mano destra di Utnapishtim esiliandolo dal regno. Dall'incontro/scontro con l'antico messaggero (Abaddon o Leviatano) nasce l'idea di creare la scrittura, un modo per controllare i miti e quindi la realtà. Il suo scopo è lanciare un monito alle generazioni future, affinché siano consapevoli che vi sono esseri come Utnapishtim (Pullman nella nostra epoca) che vogliono usare il potere delle parole per controllare il mondo.

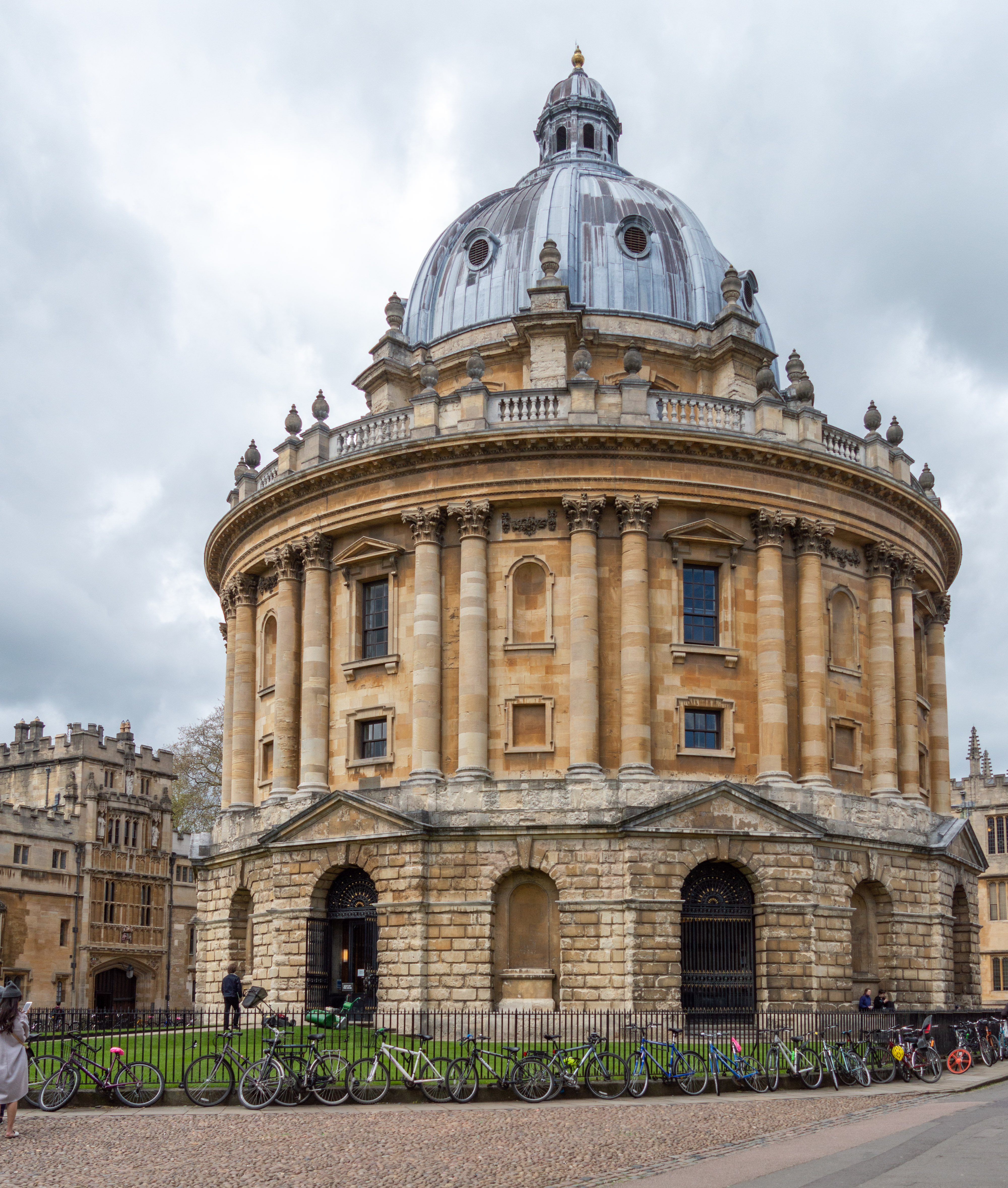
Immagine esterna della Radcliffe Camera, nei cui sotterranei risiede la sede segreta della Cabala (come raccontato da Mike Carey in The Unwritten)

- Radcliffe Camera: edificio neogotico progettato da James Gibbs nel 1747 e divenuto struttura simbolo dell'Università di Oxford[27]. Si tratta di una costruzione anomala in quanto è nata come biblioteca, ma presenta una pianta circolare, la prima del Regno Unito a essere costruita con tali forme e simmetrie[27]. Presenta inoltre una cupola, tipica di edifici a funzione religiosa e ha conservato il nome latino di "camera"[27]. Ai nostri giorni rientra nell'insieme di strutture che vanno a comporre la Biblioteca Bodleyana dell'Università[27]. L'interno presenta imponenti colonne corinzie e scaffali ricolmi di libri antichi ed edizioni prestigiose[27]. Vi sono inoltre dei sotterranei[27], in gran parte non accessibili ed è qui che si snoda l'insieme di passaggi e stanze che funge da sede della Cabala[8]. Non è un caso che un'organizzazione segreta che manipola la realtà attraverso le storie e i miti si trovi al centro di un luogo quale la Biblioteca Bodleyana che si dice conservare oltre 13 milioni di articoli composti da libri, manoscritti, tomi antichi, lettere e documenti (contando gli archivi di tutti gli edifici che la compongono)[8].
- Hanging Rock: formazione geologica che si trova nello stato di Victoria in Australia, conosciuta anche Monte Diogene. Gli abitanti indigeni di queste terre lo chiamano Ngannelong e per loro da migliaia di anni riveste un significato mistico e religioso. Rientra tra i luoghi più importanti per la cultura aborigena del continente.

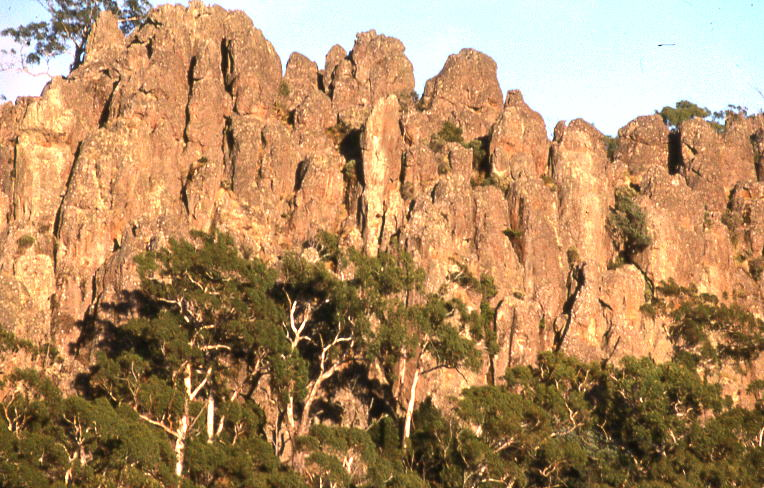
Formazione geologica nota come Hanging Rock (foto del 2008).

Nello specifico rappresenta un ponte che può collegare il nostro mondo con quello degli spiriti e degli esseri che hanno generato quel territorio. La località è stata resa celebre a livello internazionale grazie al romanzo Picnin a Hanging Rock di Joan Lindsay, pubblicato nel 1967. Quanto narrato nella storia viene presentato come un avvenimento realmente accaduto, nonostante sia frutto dell'immaginazione, ma molte persone continuano a credere nella veridicità del racconto. Questo ha contribuito a mitizzare la località nell'inconscio collettivo. Tale fenomeno è aumentato in seguito alla realizzazione dell'omonimo film di Peter Weir del 1975, pietra miliare della cinematografia australiana. L'interesse intorno agli avvenimenti di cui scrive la Linsday persiste e nel 2018 ne viene realizzata anche una miniserie televisiva, distribuita in Italia da Sky Atlantic. In The Unwritten Tom Taylor si reca sul posto perché quel luogo, epicentro di miti e leggende, è un potenziale passaggio per entrare nei mondi dell'immaginazione. D'altra parte tale storia è alimentata da un credo che dura da migliaia di anni. Una volta passato oltre (come poi avviene), Tom sa di potersi muovere tra i diversi mondi immaginari e quindi raggiungere quello dell'Ade, gli Inferi della mitologia greco-romana, dove si trova la sua compagna e amante Lizzie Hexam.

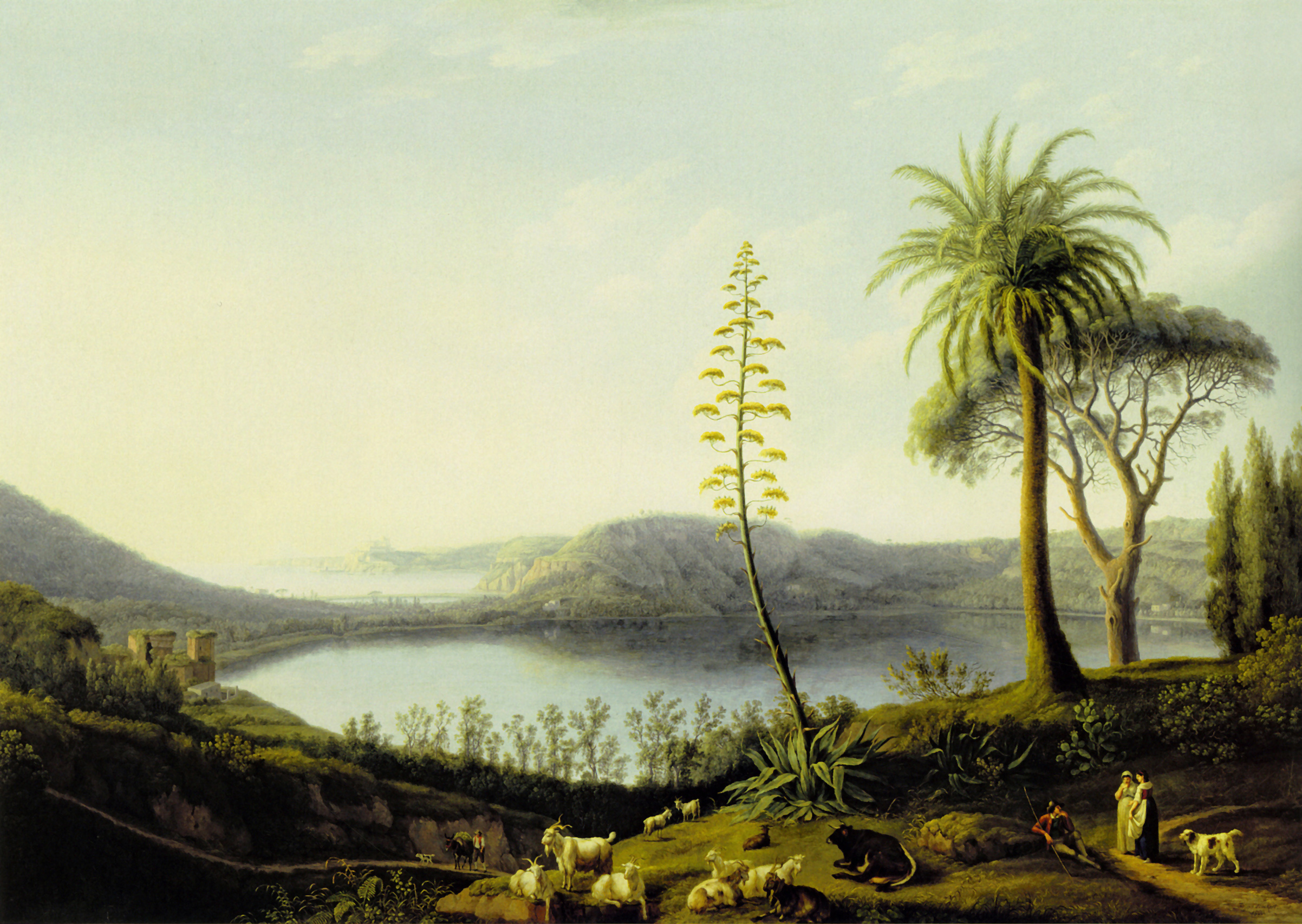
"Vista del Lago D'averno", dipinto dell'artista Jacob Philipp Hackert. Realizzato nel 1800.

- Lago d'Averno: lago vulcanico presso il comune di Pozzuoli (Napoli). In The Unwritten il lago è un punto di contatto tra il mondo immaginario e ciò che percepiamo come realtà. Viene quindi usato da Tom Taylor come portale per entrare nell'Ade alla ricerca della sua amata Lizzie. Il Lago svolge questa funzione in quanto gli è stata attribuita dai miti e dalla letteratura latina dell'Antica Roma. Nell'Eneide di Virgilio è qui che si trova il passaggio per accedere al Regno dei Morti e Tom ripercorre il percorso di Enea che era alla ricerca del padre defunto. Nel corso di duemila anni il mito e la celebrazione del grande poema romano ha alimentato credenze e leggende rendendo l'Averno un simbolo imprescindibile della mitologia e della letteratura. Per diversi secoli vi è stato chi ha creduto di intravedere l'ingresso degli inferi in una grotta (scavata probabilmente scavata dai romani) che lo doveva collegare a Cuma e gravemente danneggiata durante la seconda guerra mondiale.

## Realizzazione
Mike Carey è un grande sostenitore della narrativa a fumetti come elemento fondamentale che andrebbe inserito nei corsi di letteratura delle Università moderne. Si lamenta del fatto che quando frequentava i corsi universitari, quello dedicato alla letteratura inglese prevedeva solo poesie, poemi e romanzi di persone già morte da tempo e che, nella maggioranza dei casi, erano nati e cresciuti nel Regno Unito. La situazione sta però cambiando e l'interesse degli accademici per le opere a fumetti, con particolare attenzione al formato graphic novel, sta mutando. A partire dagli anni duemila aumentano le lezioni sulle opere di Frank Miller, Neil Gaiman, Alan Moore e molti altri.
La serie The Unwritten nasce quindi con lo scopo di provare a intrecciare i miti della letteratura a una storia a fumetti che vede il protagonista ripercorrere alcuni luoghi fondamentali della storia della letteratura, i suoi personaggi e i suoi autori. Attraverso questo viaggio e i suoi innumerevoli ostacoli si arriva a scoprire quanto le opere di fantasia possano aver influito sull'immaginario collettivo e le nostre stesse credenze più profonde. Come fonte di ispirazione iniziale Carey si è rifatto alla biografia di Christopher Robin Milne, divenuto famoso in quanto il padre Alan Alexander Milne si è ispirato a lui per il personaggio di Christopher Robin delle celebri storie di Winnie the Pooh. In questo si vede lo spunto che porta alla creazione dello scrittore Wilson Taylor, il quale modella sul figlio Tom, il suo personaggio letterario più famoso ovvero Tommy Taylor il quale però a suo volta si ispira a Harry Potter, protagonista dei romanzi best seller di J. K. Rowling. Non mancano una lunga serie di citazioni e rimandi a grandi opere letterarie quali Frankenstein, la Chanson de Roland, 1984 di George Orwell, Cacht-22 di Joseph Heller e molte altre.
La serie viene pubblicata per Vertigo, imprint con il quale Carey collabora dal 1999 e si è messo in particolare evidenza per la prima serie regolare di Lucifer, pubblicata tra il 2000 e il 2006, una delle più longeve degli anni duemila tra quelle pubblicate dall'etichetta della DC dedicata alle opere più mature e sofisticate. Il disegnatore con il quale ha collaborato a Lucifer è lo stesso Peter Gross, co-creatore e disegnatore (principale) di The Unwritten. Gross, oltre che per Lucifer, si è messo in evidenza (nel 2004) realizzando insieme a Mark Millar la miniserie American Jesus, uno dei 4 titoli che hanno lanciato l'ambizioso imprint Millarworld destinato a divenire un brand multimediale. Ha difatti dato origine a diversi film cinematografici (distribuiti da 20th Century Fox) e nel 2017 è stato acquisito (per la maggior parte del catalogo) dalla piattaforma streaming Netflix. Gross tornerà a collaborare con Millar per un sequel dell'opera, ma il sodalizio più duraturo rimane quello con Mike Carey con il quale crea altre serie creator-owned, anche al di fuori dell'imprint Vertigo. Tra queste vi è la limited-series The Highest House pubblicata nel 2018 dall'editore indipendente Boom!Studios. Tra il 2019 e il 2020 realizzano la serie limitata The Dollhouse Family, distribuita per la linea editoriale di genere horror Joe Hill presents Hill House Comics, sub-imprint dell'etichetta DC Black Label. Questa nuova etichetta DC si propone di pubblicare le opere più mature e alternative della casa editrice dopo che è stata decisa la chiusura dello storico imprint Vertigo nel 2019. Da notare che Peter Gross è stato uno dei disegnatori cardine per la Vertigo di Karen Berger in quanto, oltre ad aver collaborato ad alcune delle serie più longeve quali Books of Magic, Lucifer e la stessa The Unwritten, è stato l'unico disegnatore/scrittore che abbia pubblicato con la Vertigo dall'anno della sua nascita fino all'abbandono della Berger come Senior Executive Editor della DC Comics.
Durante la lavorazione della serie vi è la collaborazione di vari artisti famosi tra cui vale la pena ricordare i due veterani Bryan Talbot (celebre per aver creato la saga fantasy The Adventures of Luther Arkwright) e Michael William Kaluta. Una delle collaborazioni più proficue avviene con il disegnatore Dean Ormstrom, che interviene in diverse occasioni a coadiuvare Gross nel completamento di alcuni albi. Tra i due nasce un'amicizia che porta Gross ad aiutare il collega quando Ormston subisce un danno cerebrale che gli compromette l'uso della mano destra. Dal 2017 questi è al lavoro sulla serie Black Hammer di Jeff Lemire, progetto ambizioso che porta alla creazione di un universo fumettistico denominato Black Hammer Universe, pubblicato dalla Dark Horse Comics. Lo stesso Ormston dichiara che in alcuni momenti di rallentamento nella realizzazione delle tavole gli è venuto in soccorso Peter Gross.
La collaborazione più significativa avviene con lo scrittore Bill Willingham e il disegnatore Mark Buckingam, creatori della serie Fables pubblicata dall'imprint Vertigo come The Unwritten. Si tratta della serie più longeva degli anni duemila per quanto riguarda l'etichetta adulta della DC Comics. La sua pubblicazione inizia nel 2002 e termina nel 2015. Come per l'opera del duo Carey-Gross, rientra nel rilancio dell'imprint avvenuto nei primi anni duemila sotto la direzione di Karen Berger, tentativo parzialmente riuscito e di cui Fables e The Unwritten ne sono due esempi, insieme ad altre serie quali DMZ di Brian Wood e Riccardo Burchielli, e Y - L'ultimo uomo sulla Terra di Brian Vaughan. Fables conta 150 albi, viene acclamata da critica e lettori e vince 14 Eisner Award. La Berger non avrà però l'opportunità di portare a termine le due serie in funzione di editor in quanto abbandona la DC nel 2013 in seguito a dissapori con il management che prende le redini della casa editrice dal 2009. La Senior Editor diviene Shelley Bond che cura le due serie fino all'atto conclusivo. Visto alcune tematiche in comune quali l'intreccio tra mondi immaginari e mondo reale (quello da noi percepito come tale) Carey e Willingham decidono di creare un crossover (anomalo) tra le due opere. In Fables abbiamo infatti come protagonisti i personaggi delle favole e del folclore che si rifugiano a Manhattan, scappando dai loro reami (in un'altra dimensione) dove il potere è stato preso da un'entità ostile quale l'Avversario. Carey decide di portare Tom all'interno di questa storia, invocato dalle streghe e stregoni delle Fiabe per sconfiggere il temibile Signore Oscuro, altra grande minaccia per i protagonisti di quella realtà. Il tutto però avviene nell'ultimo arco narrativo della serie The Unwritten e Tom si ritrova in una realtà alternativa rispetto a quella raccontata nella serie Fables. Vi sono quindi gli stessi personaggi e il contesto è simile, ma il modo in cui viene sconfitto il Signore Oscuro è differente e la situazione è più tetra e drammatica che non quanto visto nella serie principale di Willingham. Il finale è infatti apocalittico (per le Fiabe) e non vi è lieto fine, anche l'esistenza stessa di Tom/Tommy Taylor è messa in discussione. La serie The Unwritten termina quindi con il n. 54 con l'arco narrativo The Unwritten Fables e si lascia il lettore con un cliffhanger, preludio a una serie sequel.

## Opere
- The Unwritten nn.1-54, Mike Carey (testi) - Peter Gross - Kelly Ryan - Al Davison - Vince Locke (disegni), serie regolare (conclusa), luglio 2009 - dicembre 2013.
- The Unwritten: Tommy Taylor and the Ship That Sank Twice, Mike Carey (testi) - Peter Gross & AA.VV. (disegni), graphic novel spin-off della serie The Unwritten, settembre 2013.
- The Unwritten: Apocalypse nn.1-12, Mike Carey (testi) - Peter Gross (disegni) - Al Davison, Dean Ormston, Vince Locke (rifiniture), limited-series di 12 albi (conclusa), sequel della serie The Unwritten, marzo 2014 - marzo 2015.